# Bosznia-Hercegovina
Bosznia-Hercegovina (bosnyákul, horvátul és szerbül Bosna i Hercegovina, cirill írással Босна и Херцеговина, szó szerinti fordításban Bosznia és Hercegovina) Délkelet-Európában, a Balkán-félsziget nyugati felén fekszik. A Jugoszláv SZSZK egyik volt tagköztársasága. Keletről Szerbia, délről Montenegró, 20 km-es partszakaszon az Adriai-tenger, a többi oldalról Horvátország határolja.
1992. április 5-én vált függetlenné, ám az országon belül a szerb, a bosnyák és a horvát etnikum között ellentétek feszültek. A milosevicsi Jugoszlávia beavatkozása a boszniai szerbek oldalán 1992-ben a jugoszláv utódállamok térségének legvéresebb háborújához vezetett.
Az ország mai alkotmányos berendezkedését a háborút lezáró daytoni békeszerződés (1995) határozza meg. Bosznia-Hercegovina két entitásból áll, az ország területének 51%-át kitevő Bosznia-hercegovinai Föderációból (Federacija Bosne i Hercegovine/Федерација Босне и Херцеговине – elterjedtebb nevén bosnyák-horvát föderáció), amely bosnyák, illetve horvát többségű kantonokból áll, és a közigazgatásilag egységes Szerb Köztársaságból (Република Српска / Republika Srpska). (A két entitás között megosztott Brčko város és környéke Brčkói Körzet néven tulajdonképpen közvetlen szövetségi igazgatás alatt áll). Mind a bosznia-hercegovinai államnak, mind az entitásoknak a fővárosa Szarajevó, bár a Szerb Köztársaság kormányzati központja a gyakorlatban Banja Luka. A daytoni béke óta az ország nemzetközi ellenőrzés alatt áll, a hatalom az ENSZ-főképviselő kezében összpontosul.
Fejlődő ország. Gazdaságát a szolgáltatások uralja; az elmúlt időszakban a turizmus is jelentősen nőtt.  2016-ban kérte felvételét az Európai Unióba, 2022-től az EU tagjelöltje.

## Földrajz

### Domborzat

Az ország domborzati térképe

Bosznia-Hercegovina területe 51 129 négyzetkilométer. Horvátországgal rendkívül hosszú, 932 km közös határa van északon és délnyugaton. Északkeletről Szerbiával, délkeletről pedig Montenegróval (Crna Gora) szomszédos. Bosznia-Hercegovina nagyrészt természetes határokkal rendelkezik, amelyeket északon a Száva, keleten a Drina, délnyugaton pedig a Dinári-hegység alkot.
Az ország két történelmi-földrajzi egységből, az északon elterülő, nagyobb (mintegy 42 ezer négyzetkilométert kitevő) Boszniából, valamint a déli Hercegovinából áll. Mindkét rész nagyobb részben hegyvidéki terület, de a felszín jellegzetességei eltérőek.

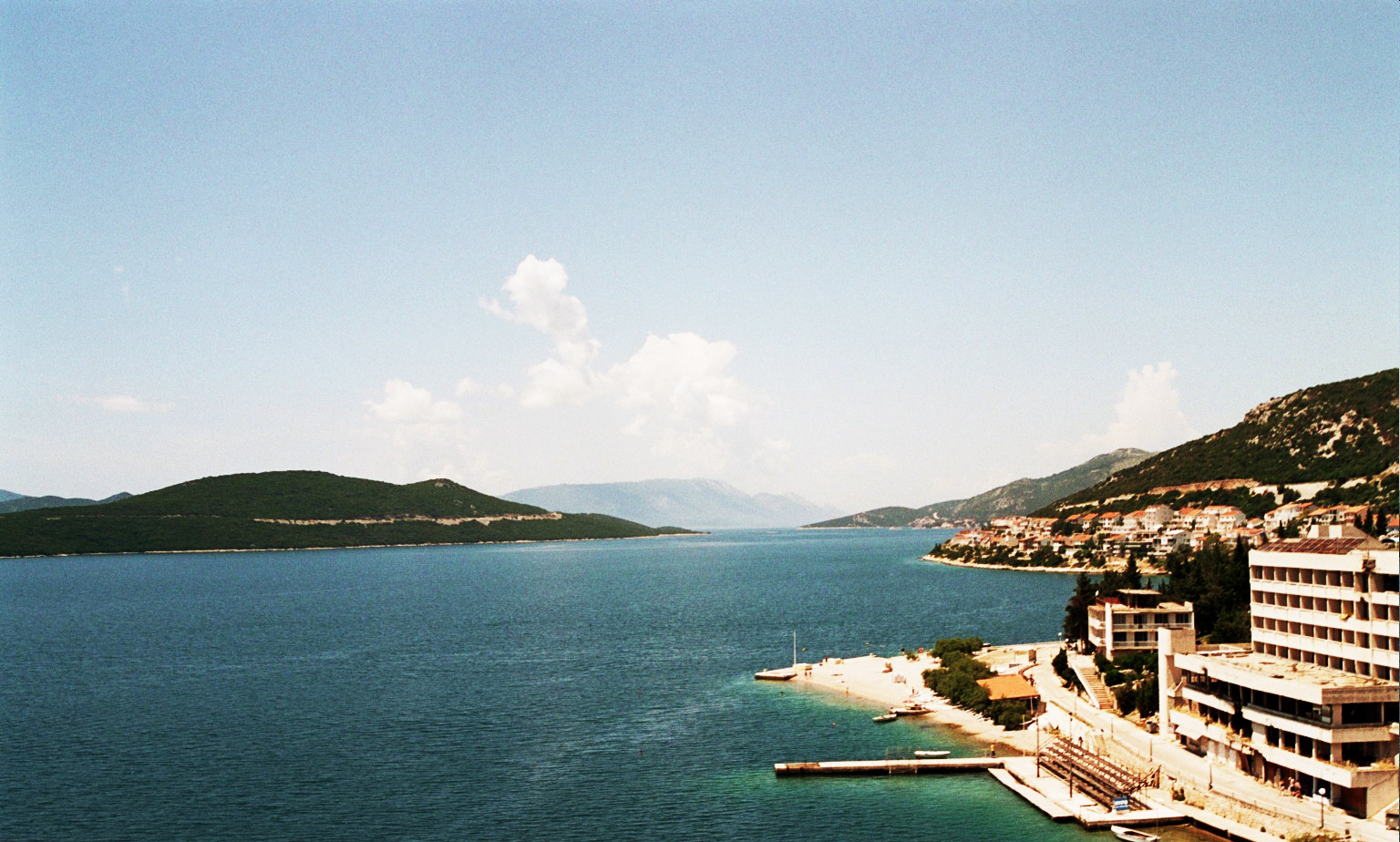
Bosznia-Hercegovina tengerpartja Neumnál

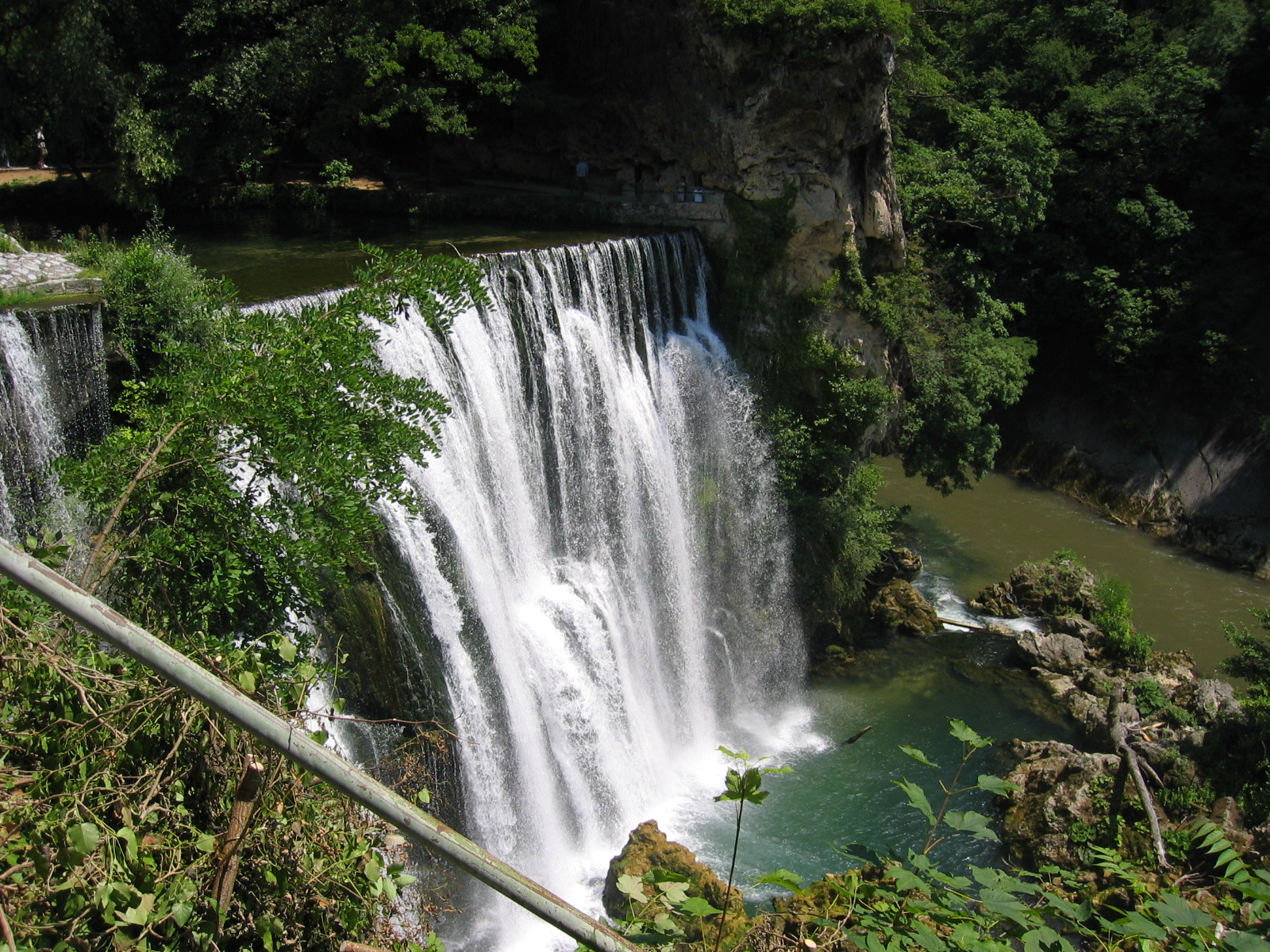
Vízesés Jajca mellett a Pliva folyón

Észak felé a hegyvidék a Száva-mellék (Posavina) lágy dombokkal borított vidékébe, majd a Pannon-síkságba megy át. Boszniának a dinári hegyvidékhez tartozó részei kelet-nyugati irányban húzódnak. Hercegovina a Hegyi- (vagy Magas-) és az Adriai- (vagy Alacsony-) Hercegovinából áll. Utóbbi Neum (Magyarországon ismertebb nevén Naum) és a Klek-félsziget között kiér a tengerre. Jelentősek az ún. poljék (kis, völgyekben elterülő síkságok) is, amelyek a nagyobb boszniai folyók mentén észak–déli irányban húzódnak. Délnyugaton, délen és délkeleten a kiterjedt karsztmezők (a Livnói, Duvnói és a Popovo polje) adják a táj jellegzetességét.
A világ tengerparttal rendelkező országai közt itt a legrövidebb a vízi határ hossza a szárazföldihez képest.
Bosznia-Hercegovina területének 13,6%-a művelhető, de mezőgazdasági művelés alatt csak 3%-a áll. Az ország természeti erőforrásai között említendők a szén, a vas, a bauxit, a mangán, a réz, valamint a fa és a jelentős vízenergia. Bosznia-Hercegovina számára a ritkán előforduló földrengések és áradások jelentik az egyetlen komoly természeti veszélyforrást. A legsúlyosabb természeti problémák közé az ipari eredetű légszennyezettség, a területnek az ökológiai tudat és kultúra hiányából fakadó általános szennyezettsége, és a fokozott erdőirtás tartozik.
Legmagasabb pontja: Maglić (2386 m)

### Vízrajz
- Legnagyobb folyók: Száva (Sava) (945 km), Drina (346 km), Neretva (218 km), Una (214 km), Orbász (240 km), Boszna (271 km).
- Legnagyobb tavak: Jablanicai-víztározó, Drina-víztározó

### Éghajlat
Bosznia-Hercegovina éghajlata kontinentális: a nyarak forrók, a telek hidegek. A nagy tengerszint feletti magasságban fekvő vidékeken a nyár rövid és hűvös, a tél pedig kemény. Az ország déli és tengerparti területein a telek esősek, enyhék, ahol erős mediterrán hatás érvényesül.

### Élővilág, természetvédelem

#### Nemzeti parkjai
- A Sutjeska a legrégibb nemzeti park (1962) az országban, a montenegrói határnál.
- Kozara Nemzeti Park,[11] védett erdő Bosznia északnyugati részén. Egy része vadászterület. Csatatér volt a második világháborúban.
- Una Nemzeti Park (2008-) az ország nyugati szélén, a horvát határnál
- Drina Nemzeti Park (2017-) az ország keleti szélén, a szerb határnál

#### Egyéb védett terület
- Perućica, itt található az utolsó még meglévő őserdő Európában és az ország legmagasabb hegycsúcsa (Maglić, 2 386 m).

#### Természeti világörökségei
2020-ban még nincs bosznia-hercegovinai természeti érték a világörökség-listán. Viszont több területet is javasoltak felvenni rá: Vjetrenica barlang, Jajca, Blagaj, Blidinje, Stolac városok természeti környezete.
Jelenleg Mostar óvárosa az Öreg híddal, valamint a višegradi Drina-híd szerepel a világörökségek listáján.

## Történelme

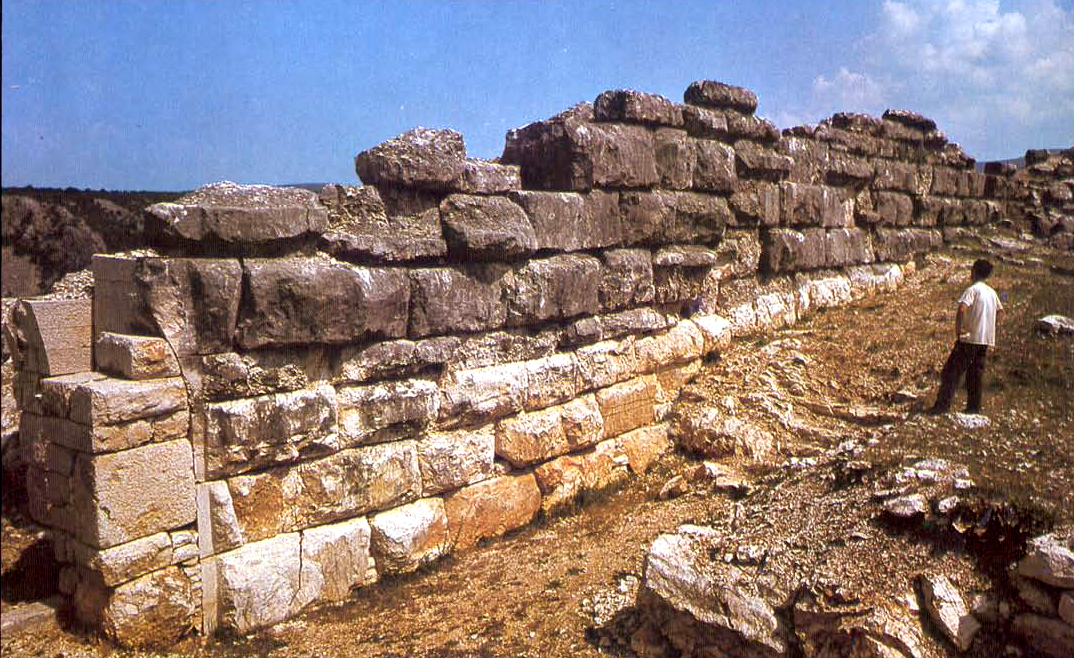
Daorszóni illír falmaradvány a Kr. e. 3. századból

### A szlávok előtt
Boszniát már az újkőkorban lakta az ember. A korai bronzkorban a neolitikus (újkőkori) lakosságot harciasabb indoeurópai törzsek váltották fel, őket hívjuk illíreknek. Az i. e. 4–3. századi kelta vándorlás az illír törzsek egy részét elűzte, de kelta–illír keveredés is történt. Megbízható történeti emlék ebből az időből ritka, de az biztos, hogy a régiót különböző nyelveken beszélő emberek lakták. Az illírek és a rómaiak közti harcok i. e. 229-ben, az első római–illír háborúval kezdődtek, de Róma csak i. sz. 9-re szállta meg az egész régiót. A római időkben a birodalom minden részéből latin nyelvű telepesek jöttek, valamint kiszolgált katonákat telepítettek le a régióban.
A kereszténység állítólag már az első század végén megjelent, de erre biztos bizonyíték nincs. A római megszállás alatt ez a terület Illyricum része volt. Amikor bekövetkezett a Római Birodalom kettészakadása 337 és 395 között, Dalmatia és Pannonia a Nyugatrómai Birodalom része lett. Vannak, akik szerint az osztrogótok 455-ben meghódították a mai Boszniát. A következőkben alán és hun kézen volt. A 7. században Justinianus császár meghódította a térséget a Bizánci Birodalom számára. Még ugyanebben a században az avarokkal együtt érkező szlávok (akik a mai Ukrajna területéről jöttek) hódították meg.

### Bosznia a középkorban
A 12. században Magyarország megszerezte a mai ország északi területeit. II. (Vak) Béla 1138-ban Ráma néven a magyar király területei közé sorolta Boszniát, ám 1160-ban a Bizánci Birodalom elcsatolta ezeket a területeket, de Bosznia továbbra is magyar befolyás alatt maradt. Az első bosnyák állam 1154-ben alakult meg, Borić bán (1154–1164) vezetésével.
Az első nevezetes bosnyák uralkodó Kulin bán (1180–1204) volt. Közel három évtizeden át békét és stabilitást hozott, megerősítette az ország gazdaságát Raguzával és Velencével kötött szerződésekkel. Uralma alatt indult a bosnyák egyház – a katharok (bogumilok) – körüli harc. Ez belső eredetű vallási irányzat volt, amelyet szektának tartott a római katolikus és a keleti ortodox egyház egyaránt. Jóllehet ez az eretnek irányzat az őskereszténység szegénységéhez való visszatérést hirdette, ám az ezt követő főurak továbbra is vagyonosak maradtak és fennmaradt a feudális rendszer az országban. Magyarország és apostoli királyának törekvésére - hogy beavatkozzon egyházi ügyekbe és így korlátozza a bosnyák szuverenitást - Kulin válaszul gyűlésbe hívta a helyi egyházi vezetőket, elutasították az eretnekség vádját és kinyilvánították hűségüket a római katolikus egyházhoz 1203-ban.
A déli területeken továbbra is kis, független vazallus hercegségek működtek. Bosznia fénykorát Kotromanić Tvrtko irányítása alatt élte, aki egy viszonylagosan független államot volt képes itt létrehozni, amely később Dalmáciára és Horvátországra is kiterjesztette hatalmát.
A 15. században a török nyomás miatt a bosnyák állam széthullott, a magyarok végvárrendszer kiépítésébe kezdtek Boszniában, amely végül már nem szolgálhatta a védekezést. Legismertebb csata a térségben a jajcai vár eleste. 1482-re Bosznia-Hercegovina teljes területe oszmán kézre kerül.

### Török uralom
A török hódítással új korszak kezdődött az ország történetében és alapos változásokat hozott a régió politikai és kulturális arculatában. Miután a királyság összeomlott és a főnemesség életét vesztette, a törökök példátlan módon úgy tették az török birodalom integráns részévé Boszniát, hogy megőrizhette nevét és területi integritását. Ez módot adott a bosnyák identitás megőrzésére. A boszniai szandzsákon (később vilajet) belül a törökök kulcsfontosságú változásokat hajtottak végre a terület politikai-társadalmi adminisztrációjában; beleértve új földbirtoklási rendszert, az igazgatási egységek újjászervezését, és a társadalom komplex rendszerét.
A török uralom négy évszázada nagy hatást tett Bosznia népességére. Az számtalanszor változott a törökök hódításai, az európai hatalmakkal való gyakori háborúi, a migráció és a járványok nyomán. Helyi szláv nyelvű muszlim közösség alakult ki méghozzá a bogumil és kathar hívők áttérésével és idővel a legnagyobb etnikai-vallási csoporttá vált (leginkább a fokozatosan növekvő iszlámra áttérés miatt). A 15. század végén, amikor a zsidókat elűzték Spanyolországból, jelentős számú szefárd zsidó telepedett le Boszniában. A bosnyák ferenceseket (és általában a katolikus lakosságot) hivatalos szultáni dekrétum védte. Bosznia ortodox közössége, amely eredetileg Hercegovinában és a Drina mellékén élt, a török időkben széttelepült az egész országban és a 19. századig viszonylagos prosperitásban élt. Időközben a katar bosnyák egyház teljesen eltűnt, hívei szinte mind áttértek az iszlámra, a maradék pedig idővel kihalt.

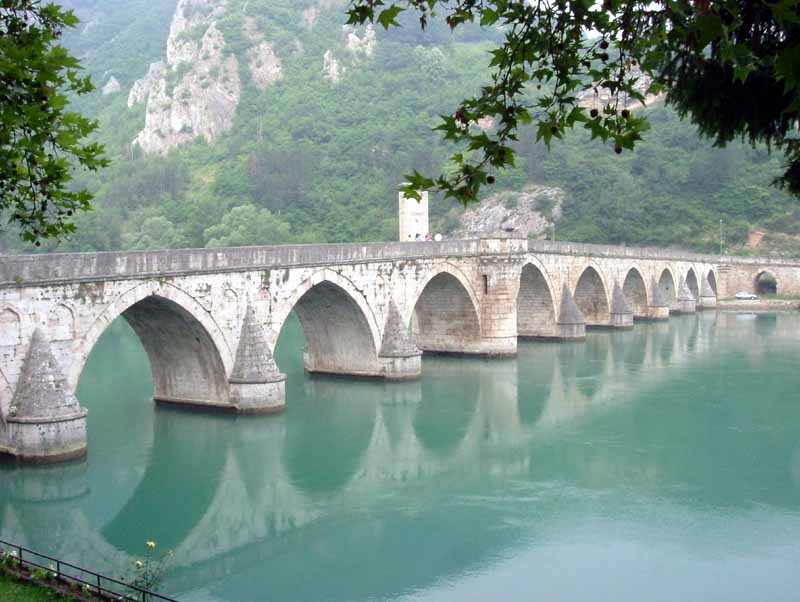
Az 1500-as évek végén épült Szokoli Mehmed pasa hídja Višegrad mellett

Az Oszmán Birodalom kiterjedt egészen Közép-Európáig, és Boszniára, amely mentes maradt a háborús tartományokat terhelő nyomástól, az általános jólét és virágzás hosszú időszaka jött el. Olyan városok, mint Szarajevó és Mostar, jelentős regionális központok lettek, a kereskedelem és a városi kultúra fontos központjai. Ezekben a városokban különböző szultánok és kormányzók a bosnyák építészet jelentős alkotásait finanszírozták (mint a mostari Öreg híd, a višegradi híd a Drinán és a Gázi Huszrev bég mecset). Továbbá számos bosnyák játszott jelentős szerepet ekkoriban a török birodalom kulturális és politikai életében. A mohácsi és a korbavai csatában bosnyák katonák nagy számban vettek részt török szolgálatban a magyarok és horvátok ellen. Ezek döntő török győzelmek voltak. Ezenkívül számos bosnyák emelkedett magasra a török birodalom bürokráciájában, tengernagyok, tábornokok és nagyvezírek kerültek ki közülük, afrikai és ázsiai tartományok kormányzói lettek, illetőleg kisebb csoportok már akkor települtek az idegen földrészekre. Némelyik afrikai, vagy ázsiai személy ma is pontosan ismeri bosnyák származását. Sok bosnyák alkotott jelentőset a török kultúrában, vallási gondolkodóként, világi tudósként vagy megbecsült költőként, török, arab és perzsa nyelven.
A késői 17. század török katonai balsikerei jelentős mértékben kihatottak Bosznia helyzetére, Magyarország elvesztése és az 1699-es karlócai béke után Bosznia lett a birodalom legnyugatibb tartománya. A következő száz év is katonai balsikereket, bosnyák lázadásokat és pestisjárványokat hozott a Török Birodalom számára. A Porta modernizáló törekvései Boszniában helyesléssel találkoztak, míg a helyi arisztokrácia elutasította a javasolt reformokat. Ez kombinálódva a keleti keresztény lakosságnak nyújtott politikai kiváltságokkal, Husein Gradaščević nevezetes, de végül sikertelen felkelésében robbant ki 1831-ben. A hasonló lázadásokat végül 1850-re számolták fel, de a helyzet megoldatlan maradt. Később a parasztok nyugtalansága robbant ki az 1875-ös hercegovinai lázadásban, amely nagy területekre terjedt ki. A konfliktus hirtelen elmélyült, beavatkozott több balkáni állam és a nagyhatalmak, kiűzték a törököket és az 1878-as berlini kongresszus döntése értelmében az Osztrák–Magyar Monarchiához került a terület igazgatása.

### Osztrák–magyar uralom

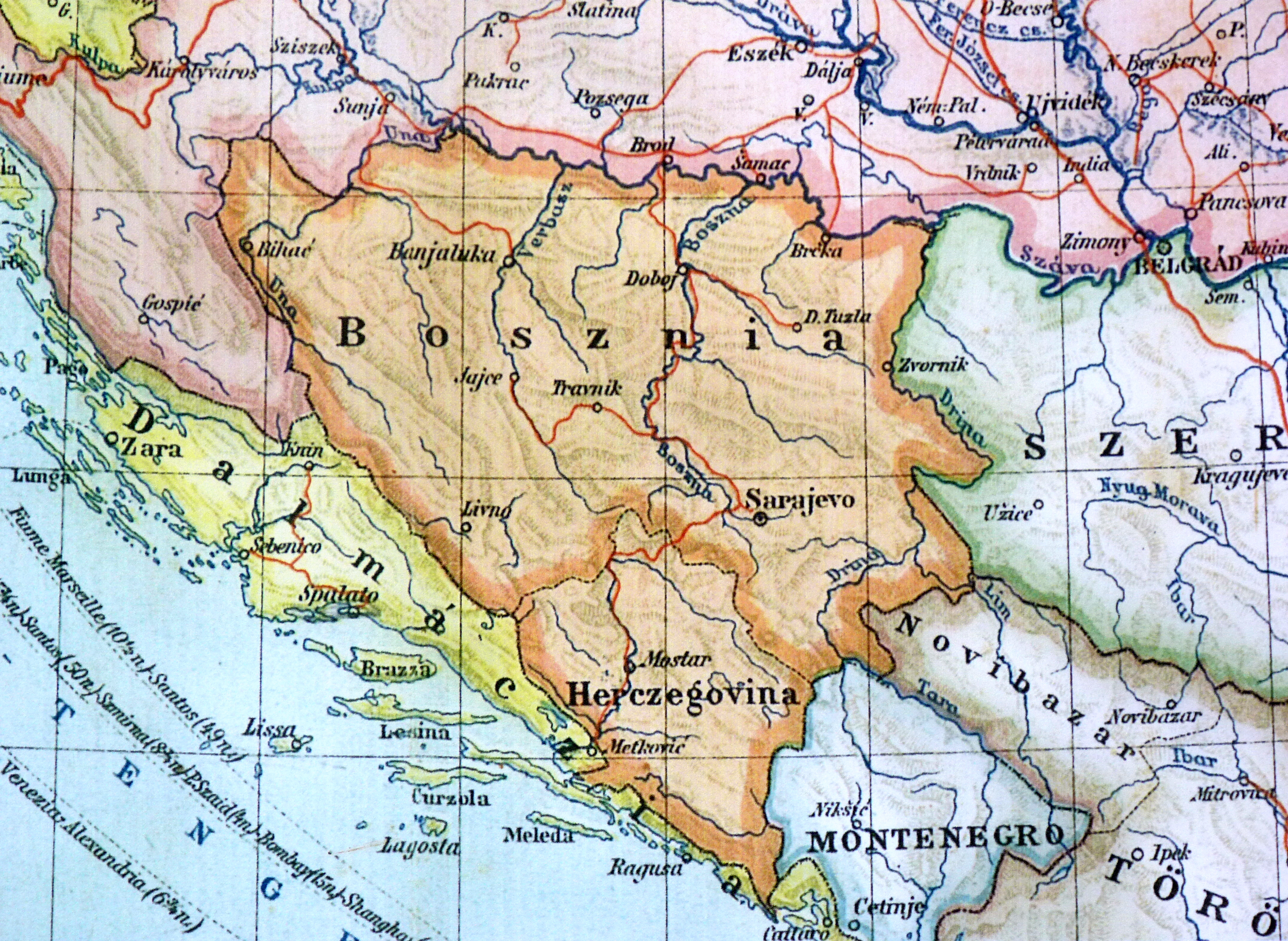
Bosznia

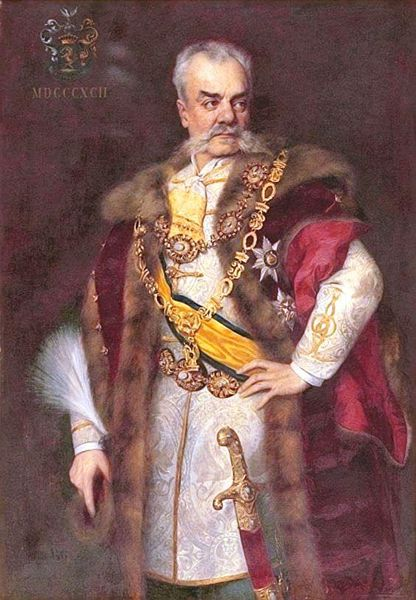
Nikolics Fedor kormányzó díszmagyarban, 1892

Bár az osztrák–magyar megszálló erők gyorsan legyűrték a kezdeti fegyveres ellenállást, a feszültség fennmaradt az ország különböző részein, különösen Hercegovinában, és a muszlimok tömeges emigrálását váltotta ki. A helyzet viszonylag stabil maradt, ami az osztrák–magyar hatóságokat képessé tette társadalmi és igazgatási reformok keresztülvitelére. A tartomány stabil politikai helyzetében, amit az egyébként emelkedőben lévő délszláv nacionalizmus tehetetlensége okozott, lehetővé vált a törvényalkotás, új politikai módszerek bevezetése, és általában a modernizálás. Ausztria–Magyarország három római katolikus templomot épített Szarajevóban, de ezekkel együtt is csak 20 katolikus templom volt Boszniában. Gazdasági sikerei ellenére az osztrák-magyar politikát, amelynek ideálja egy plurális és többvallású bosnyák nemzet volt (ezt a muszlimok nagy része is támogatta), végül a nacionalizmus emelkedő hulláma zátonyra futtatta. Bosznia és Hercegovina katolikus és ortodox lakosságának körében a 19. század közepén a szomszédos Szerbiából és Horvátországból indulva elterjedt  a szerb és horvát nemzeteszme. Hasonló ideát alakítottak ki maguknak a bosnyákok is. Az 1900-as években a nacionalizmus a bosnyák politika integráns része lett, a nacionalista pártok három tömbbe csoportosultak, és ők dominálták a választásokat. Az egységes délszláv állam eszméje (amit a független Szerbia is terjesztett) ebben az időben népszerű politikai ideológiává vált az egész régióban.
Az osztrák–magyar kormányzat 1908-ban döntött Bosznia-Hercegovina teljes beolvasztása mellett, ami további gyújtóanyagot adott a nacionalisták kezébe. A politikai feszültség végül 1914. június 28-án robbant ki, amikor Gavrilo Princip szerb nacionalista Szarajevóban meggyilkolta az 51 éves Ferenc Ferdinánd trónörököst, és ezzel az első világháború gyújtószikráját adta. Bár a harcoló államok hadseregeiben számos bosnyák halt meg (az Olaszország elleni hadműveletekben igen jelentős volt a bosnyák katonák száma), magát Bosznia-Hercegovinát a harcok nem érintették.
1887-ben Bosna Krupán született a Monarchia későbbi tábori imámja, Durics Hilmi Huszein, aki egyben az utolsó budai főmufti is volt. Ő a háború után bosnyák és albán önkénteseket vezetett az Ausztria ellen vívott revíziós célzatú őrvidéki felkelésben.

### Az első Jugoszlávia
A háború után Bosznia a Szerb–Horvát–Szlovén Királyság (SHS) része lett. Ezt később átnevezték Jugoszláviára. Bosznia politikai életét ekkoriban két trend határozta meg: társadalmi és gazdasági elégedetlenség a javak elosztása miatt és politikai pártok kialakulása, amelyek gyakran változtattak szövetségest és koalíciós partnert más jugoszláv régiók pártjaival. A jugoszláv állam fő politikai konfliktusa a szerb központosítás és a horvát föderalizmus között zajlott; ebben különbözőképpen foglaltak állást Bosznia nagyobb etnikai csoportjai és ez kihatott az egész politikai légkörre. Bár több mint hárommillió bosnyák élt Jugoszláviában, többen, mint a szlovének és montenegróiak együttvéve, a bosnyákokat nem ismerték el nemzetnek az új királyságban. Bár kezdetben a tartományt 33 megyére osztották, ezzel eltüntették a térképről a hagyományos földrajzi egységeket, a Mehmed Spahóhoz hasonló bosnyák politikusok elérték, hogy hat megyét alakítsanak a tartományban, a török idők hat szandzsákjának megfelelőt, ezzel visszaállították a tartomány hagyományos határait.
A Jugoszláv Királyság 1929-es megalakításakor a közigazgatási régiókat bánságok váltották fel, amelyek határai történeti és etnikai határokkal estek egybe, így eltávolították a bosnyák entitást szétválasztó akadályokat.
A szerb-horvát feszültség a jugoszláv állam megalakítása után is folytatódott, de a külön bosnyák igazgatási egység kialakítása iránt kevés megértést mutattak a felek, vagy teljesen elutasították azt. A híres 1939-es Cvetković-Maček egyezményben Bosznia lényeges részeit csatolták Horvátországhoz és Szerbiához. Külső politikai körülmények, Hitler Németországának felemelkedése nyomán Jugoszlávia aláírta a háromhatalmi egyezményt. Következmény: németellenes katonai puccs tört ki Jugoszláviában, végül Németország megtámadta Jugoszláviát 1941. április 6-án.

### Második világháború
Miután egész Jugoszláviát elfoglalta a német haderő a második világháborúban, egész Boszniát a Független Horvát Államhoz csatolták. A boszniai usztasa uralmat a zsidók, szerbek és cigányok tömeges kivégzése vezette be. A zsidó lakosságot majdnem kiirtották és 700 000 szerb halt meg a népirtásban. A területen sok szerb fogott fegyvert és csatlakozott a csetnikekhez, ők szerb nacionalisták és királypártiak voltak, akik partizánháborút folytattak a nácik, a horvát usztasák és a kommunista partizánok ellen. A csetnikeket kezdetben az Egyesült Királyság és az Amerikai Egyesült Államok támogatta. 1941-től kezdve a jugoszláv kommunista partizánok többnemzetiségű ellenállási csoportokat szerveztek Josip Broz Tito vezetésével. Ők voltak azok a partizánok, akik egyidejűleg harcoltak a tengelyhatalmak és a csetnikek ellen. 1943. november 25-én a Bosznia területén fekvő Jajcéban tartották a Jugoszlávia Antifasiszta és Nemzeti Felszabadító Tanácsának alapító konferenciáját. Itt alapították meg Jugoszlávián belül Bosznia-Hercegovinát, Habsburg-kori határai között. Katonai sikereik nyomán a szövetségesek a partizánokat támogatták. Joszip Broz Tito visszautasította azt az igényt, hogy beleszóljanak politikájába. A háború végén az 1946-os alkotmány szerint Bosznia és Hercegovina a Jugoszláv Szocialista Szövetségi Köztársaság hat tagköztársaságának egyike lett.

### A szocialista Jugoszlávia
A Jugoszlávián belüli központi földrajzi helyzete miatt a háború után a hadiipar bázisa lett Bosznia. Ez a fegyverzet és a csapatok nagy fokú itteni koncentrációjával járt; ez fontos tényező volt, amikor háború tört ki Jugoszláviában az 1990-es években. Jugoszlávia fennállásának nagyobb részében Boszniában béke és virágzás volt. Ez volt a politikai hátországa az 50-es, a 60-as és a 70-es években a jugoszláv föderációnak, a boszniai politikai elit Tito vezetésével részt vett az el nem kötelezett országok mozgalmában, sok bosnyák szolgált Jugoszlávia diplomáciai testületében. A kommunista politikai rendszer keretein belül olyan politikusok, mint Džemal Bijedić, Branko Mikulić és Hamdija Pozderac megerősítették Bosznia és Hercegovina szuverenitását. Ennek jelentős szerepe volt a Tito 1980-as halálát követő zavaros időkben, és ma egyetértés van abban, hogy ez fontos korai lépés volt Bosznia függetlensége felé. Hosszú ideig a köztársaság mentes maradt az erősödő nacionalista hangulattól. A kommunizmus bukása és a délszláv háború kitörése előtt a tolerancia és a régi kommunista doktrína elvesztette életképességét, és nacionalista elemek tettek szert befolyásra a társadalomban.

### Polgárháború
Boszniában 1992. április 5-én a lakosság (pontosabban annak 66%-a, a muszlim és horvát lakosság) népszavazáson döntött az ország függetlenedéséről. Válaszlépésként április 6-án éjfélkor a szerbek kikiáltották a Bosznia-Hercegovina északi, nyugati és keleti területeit magában foglaló Szerb Köztársaságot. Ezzel a Bosznia-Hercegovinai Köztársaság háborúba került e fennhatóságát el nem ismerő, Szerbia által támogatott lázadó államalakulattal. Bár a Franjo Tuđman elnök által vezetett Horvátország hivatalosan támogatta Bosznia-Hercegovinának (gyakorlatilag: az ország muszlim és horvát lakosságának) önvédelmi háborúját – és a muszlimoknak fegyveres segítséget is nyújtott – a muszlim és horvát lakosság időnkénti fegyveres konfliktusát nem akadályozta meg, sőt olykor együttműködött az országot felosztani igyekvő szerb erőkkel is.
A nemzetközi politikai realitások változása miatt a bosnyákok és a horvátok 1994 márciusában megkötötték a washingtoni egyezményt, amely létrehozta a Bosznia-hercegovinai Föderációt (bosnyák-horvát föderációt). Ez a katonai szövetség összefogta a szerbek ellen a bosnyák és horvát erőket, a nemzetközi közösség pedig fegyveres beavatkozással bírta rá a szerbeket, hogy az amerikai Daytonban tárgyalóasztalhoz üljenek. Az 1995. novemberi daytoni békeszerződés - amely a Bosznia-Hercegovinai Köztársaság nevét Bosznia-Hercegovinára (Bosna i Hercegovina) változtatta - kimondta a boszniai állam függetlenségét és integritását, de az ország 49%-án elismerte a Szerb Köztársaság fennhatóságát, amely az ország területének 51%-át kitevő Föderáció mellett Bosznia és Hercegovina másik szövetségi egységévé vált. A Daytoni egyezmény alapján a nemzetközi közösség hozta létre az ország alkotmányát, amely szabályozza a bonyolult nemzetiségi kvóták szerint, számtalan kormánnyal és parlamenttel rendelkező, bürokratikus föderális állam működését. (A Föderációnak és a Szerb Köztársaságnak külön alkotmánya is van).
A boszniai háború eredménye 278 000 halálos áldozat, 1 325 000 menekült, továbbá az ország még mindig tele van élesített taposóaknákkal, amelyek nap mint nap emberéleteket követelnek. Bosznia-Hercegovina lassan kezd újraépülni, miközben a háború nyomai még mindig jól láthatók.

### A független Bosznia-Hercegovina
2018 tavaszán a szakértők úgy nyilatkoztak, hogy az ország területének 2,2%-án, azaz 1091 km²-en lehetnek még háborús aknák. Ezek hatástalanítása még 50 évet is igénybe vehet. 2022-től az Európai Unió tagjelöltje.

## Államszervezet és közigazgatás

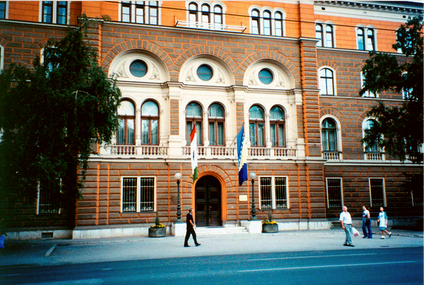
Bosznia-Hercegovina Elnökségének épülete Szarajevóban

Az állam három elnökét négy évre választják, az egyes nemzetiségek egyet-egyet, akik minden 8 hónapban cserélik az elnöki széket. Az elnök feladata továbbá a kormány, a külügyminiszter és a külkereskedelmi miniszter kijelölése a parlament alsóházából.
A bosnyák parlament kétkamarás, a felsőház 15, az alsóház 42 képviselőből áll, mindenhol szigorúan szem előtt tartva a nemzetiségek egyharmadnyi arányát.
Az Alkotmánybíróság 9 tagból áll, amelyből négyet a Bosznia-hercegovinai Föderáció, kettőt a Boszniai Szerb Köztársaság, hármat pedig az Európai Emberjogi Bíróság jelöl.

### Alkotmány, államforma
Föderatív parlamentáris köztársaság.

### Politikai pártok

#### Etnikai elkötelezettség nélküli pártok
- Zeleni Bosne i Hercegovine (Bosznia-Hercegovinai Zöldek)
- Bosanska stranka (Boszniai Párt)
- Građanska demokratska stranka (Polgári Demokratikus Párt)
- Liberalna demokratska stranka (Liberális Demokrata Párt)
- Stranka za Bosnu i Hercegovinu (Párt Bosznia-Hercegovináért)
- Stranka penzionera/umirovljenika BiH (Bosznia-Hercegovinai Nyugdíjasok Pártja)
- Socijaldemokratska partija Bosne i Hercegovine (Bosznia-Hercegovinai Szociáldemokrata Párt)
- Radničko-komunistička partija Bosne i Hercegovine (Bosznia-Hercegovinai Munkás-Kommunista Párt)
- Naša stranka (Pártunk)

#### Bosnyák-muzulmán pártok
- Bosanskohercegovačka Patriotska Stranka (Bosznia-Hercegovinai Hazafias Párt)
- Demokratska Narodna Zajednica (Demokratikus Nemzeti Közösség)
- Stranka Demokratske Akcije (Demokratikus Akció Pártja)

#### Szerb pártok
- Demokratska stranka RS (Szerb Köztársasági Demokratikus Párt)
- Demokratski narodni savez (Demokratikus Nemzeti Szövetség)
- Partija demokratskog progresa RS (Szerb Köztársasági Demokratikus Haladás Pártja)
- Savez Nezavisnih Socijaldemokrata (Független Szociáldemokraták Szövetsége)
- Penzionerska stranka Republike Srpske (Szerb Köztársasági Nyugdíjaspárt)
- Srpska demokratska stranka (Szerb Demokrata Párt)
- Srpski narodni savez RS (Szerb Köztársasági Szerb Nemzeti Szövetség)
- Srpska radikalna stranka RS (Szerb Köztársasági Szerb Radikális párt)
- Socijalistička partija Republike Srpske (Szerb Köztársasági Szocialista Párt)
- Savez narodnog preporoda (Nemzeti Megújulás Szövetsége)

#### Horvát pártok
- Demokršćani (Kereszténydemokraták)
- Hrvatska kršćanska demokratska unija (Horvát Kereszténydemokrata Unió)
- Hrvatska demokratska zajednica BiH (Bosznia-Hercegovinai Horvát Demokratikus Közösség)
- Hrvatska demokratska zajednica 1990 (Bosznia-Hercegovinai Horvát Demokratikus Közösség 1990)
- Hrvatska stranka prava (Horvát Jogpárt)
- Hrvatska seljačka stranka BiH (Bosznia-Hercegovinai Horvát Parasztpárt)
- Hrvatski pravaški blok (Horvát Jogpárti Blokk)
- Hrvatska Demokratska Unija BiH (Bosznia-Hercegovinai Horvát Demokratikus Unió)
- Nova hrvatska inicijativa (Új Horvát Kezdeményezés)

### Közigazgatási beosztás

Bosznia-Hercegovina entitásai

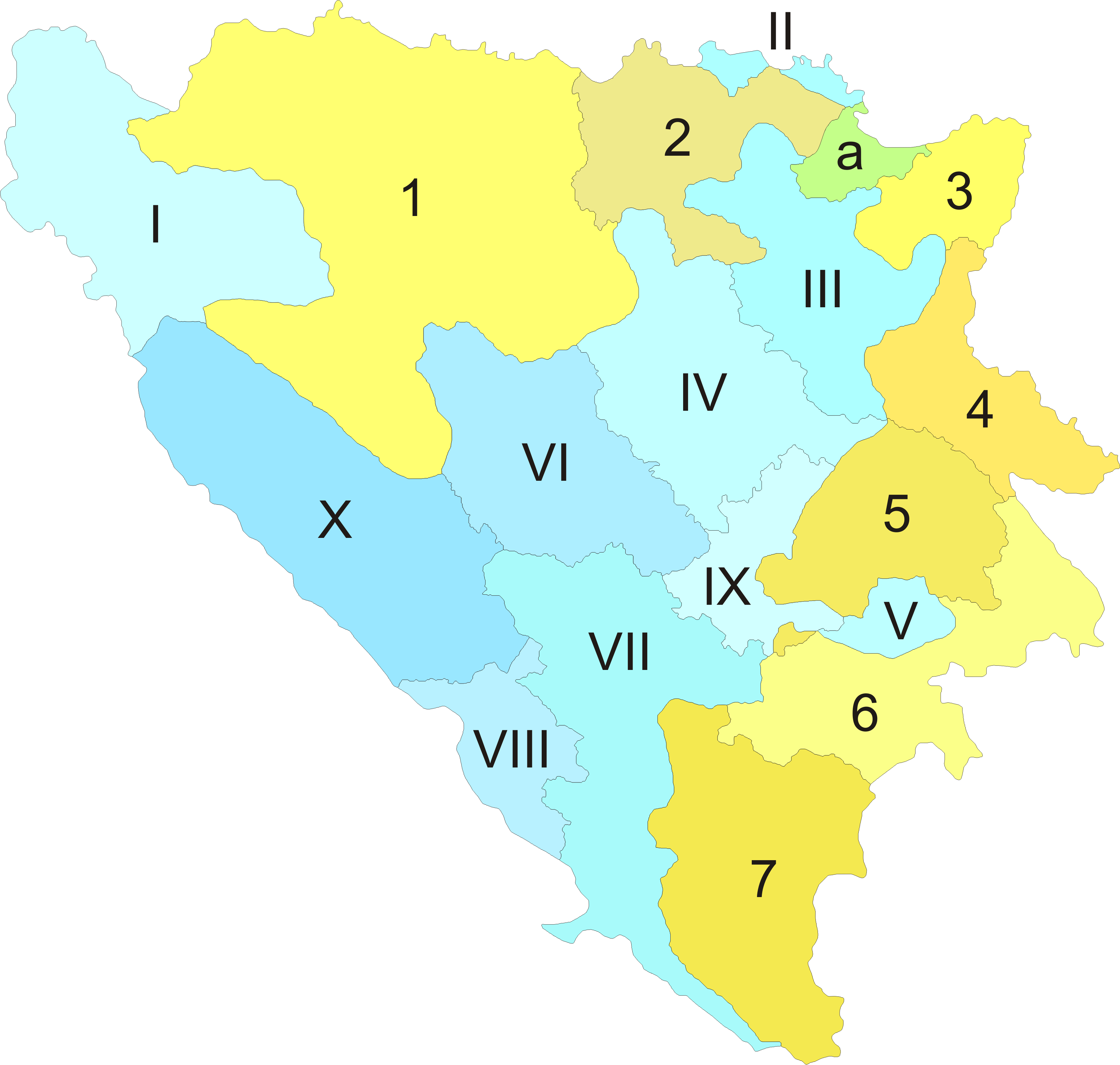
Bosznia-Hercegovina közigazgatási térképe

Az ország a Daytoni békeszerződés értelmében két entitásra:
- a horvátok és bosnyákok alkotta Bosznia-hercegovinai Föderációra és
- a szerbek alkotta Boszniai Szerb Köztársaságra,

valamint egy különleges övezetre,
- a Brčkói Körzetre (a térképen zölddel, illetve „a”-val jelölve)

van felosztva.
A Bosznia-hercegovinai Föderáció
- A Bosznia-hercegovinai Föderáció 10 kantonból áll, melyek élén a zsupán áll. A kantonok horvátok által használt, félhivatalos megnevezése a županija, azaz megye. A kantonok különböző számú községre tagolódnak tovább: a 10 kantonban összesen 85 község található.[17]

1. Una-Szanai kanton (Unsko-sanski kanton, Unska-sanska županija), székhelye Bihács
2. Szávamelléki kanton (Posavski kanton, Posavska županija), székhelye Orašje
3. Tuzlai kanton (Tuzlanski kanton, Tuzlanska županija), székhelye Tuzla
4. Zenica-doboji kanton (Zeničko-dobojski kanton, Ženičko-dobojska županija), székhelye Zenica
5. Boszniai Drina-menti kanton (Bosansko-podrinjski kanton, Bosanska-podrinjska županija), székhelye Goražde
6. Közép-Boszniai kanton (Srednjobosanski kanton, Srednjobosanska županija), székhelye Travnik
7. Hercegovina-neretvai kanton (Hercegovačko-neretvanski kanton, Hercegovačko-neretvanska županija), székhelye Mostar
8. Nyugat-Hercegovinai kanton (Zapadnohercegovački kanton, Zapadnohercegovačka županija), székhelye Široki Brijeg
9. Szarajevó kanton vagy Szarajevói megye (Kanton Sarajevo, Sarajevska županija), székhelye Szarajevó
10. Livnói/Hercegboszniai kanton (Livanjski kanton, Hercegbosanska županija), székhelye Livno

Boszniai Szerb Köztársaság
- A Boszniai Szerb Köztársaság hét régióra oszlik. A régiók különböző számú községre tagolódnak tovább: a 7 régióban összesen 65 község található.[17]

1. Banja Lukai régió, székhelye Banja Luka
2. Doboji régió, székhelye Doboj
3. Bijeljinai régió, székhelye Bijeljina
4. Vlasenicai régió, székhelye Zvornik
5. Szarajevó-Romanija régió, székhelye Sokolac
6. Fočai régió, székhelye Foča
7. Trebinjei régió, székhelye Trebinje

Tervben van, hogy a Bosznia-hercegovinai Föderáció 10 kantonját 4 régióvá szervezik át.

### Védelmi rendszer
Az 1995-ben Daytonban megkötött egyezmény értelmében Bosznia és Hercegovina két önálló területi egységre oszlik: Bosznia-Hercegovinai Föderáció és Szerb Köztársaság. Az alkotmány szerint mind a két területi egységnek van külön hadserege, csak a határőrség közös. Ezeket a hadseregeket egy 2001-es közös egyezmény értelmében lecsökkentenék bizonyos szintre.

## Népesség

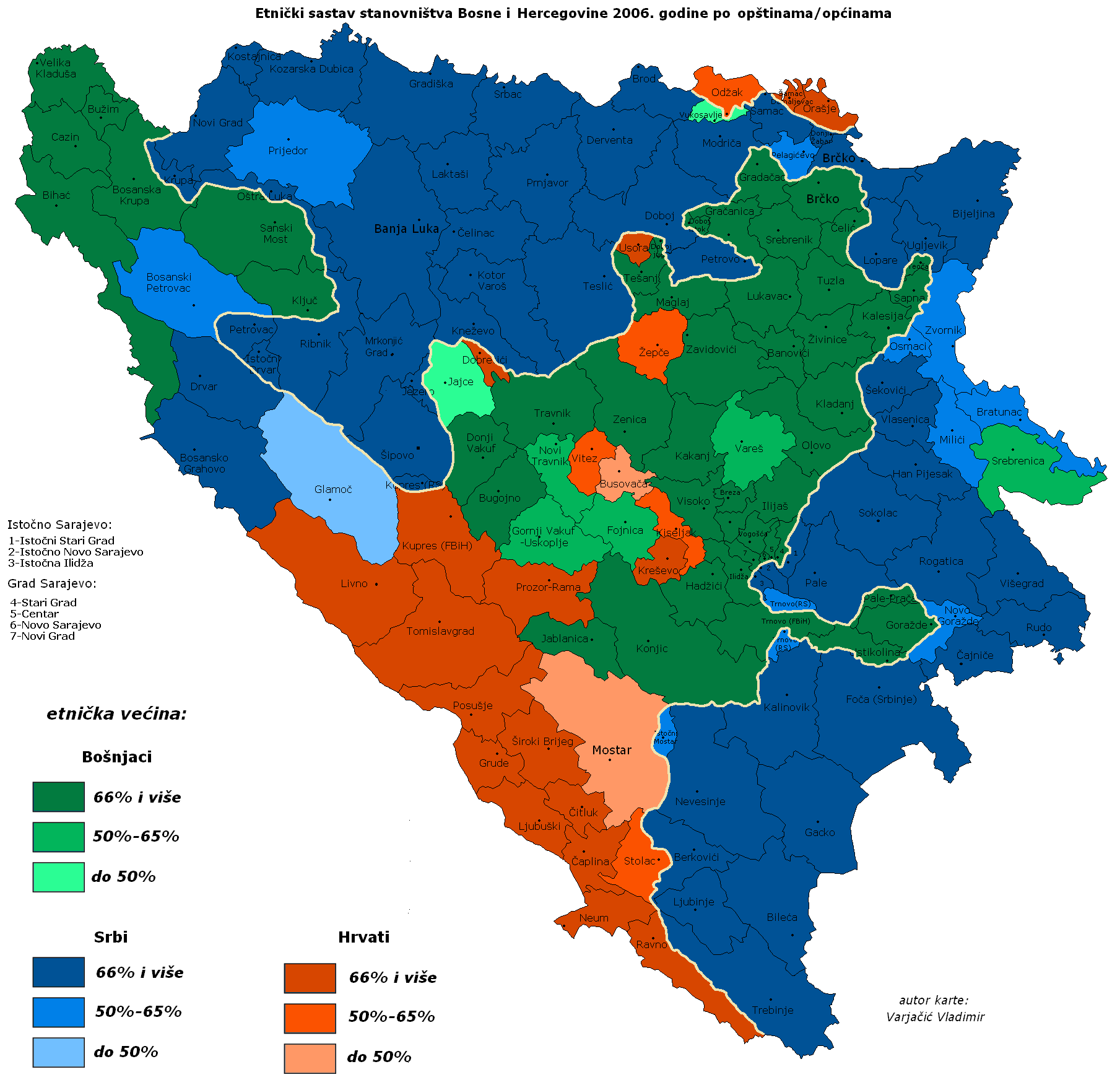
Az ország etnikai megoszlása 2013-ban. Többségben bosnyákok (zöld), szerbek (kék), horvátok (piros)

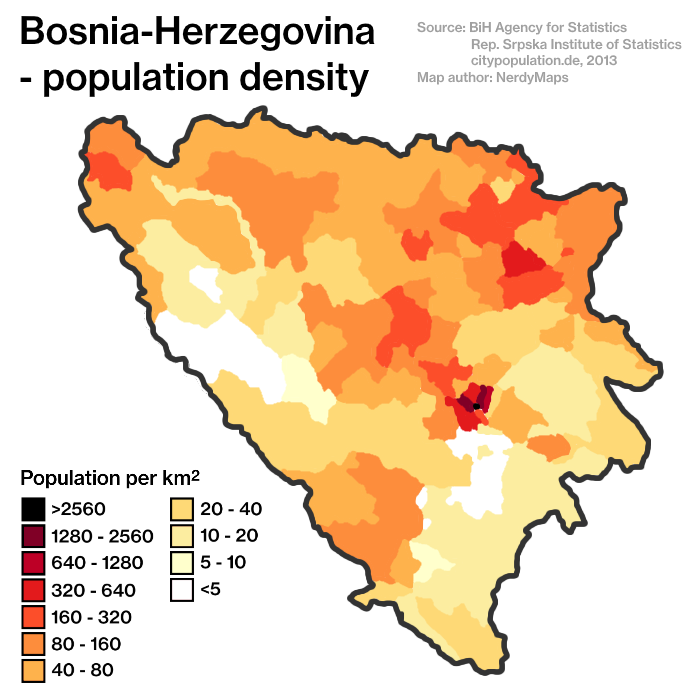
Bosznia-Hercegovina népsűrűsége 2013-ban

### Általános adatok
Az ország népességének száma 1990 körül érte el a csúcsot, azóta folyamatosan csökken.
A népesség változása :
1980:	4,2 millió
1990:	4,4 millió
2000:	3,7 millió
2010:	3,7 millió
2018:	3,5 millió
- Népsűrűség: 69 fő/km² (2018)
- Népességnövekedés: –0,16% (2017) [20]
- Írástudatlanság: a felnőtt lakosság 1,5%-a (2015) [20]

### Etnikai, nyelvi, vallási megoszlás

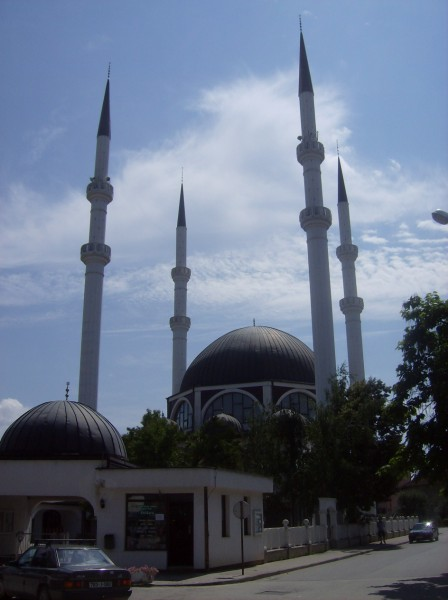
Mecset Sanski Most-ban

Bosznia-Hercegovinában bosnyákok, szerbek és horvátok élnek. Gyakorlatilag mindhárom etnikum államalkotó nemzet, bár a horvátok számára folyamatosan csökkenő létszámukkal arányosan apadozik az a befolyás is, amit e státusz biztosít. Az érzékeny nemzeti politika miatt 1991 óta nem rendeztek népszámlálást, csak az egymásnak ellentmondó becslésekre lehet hagyatkozni. Az akkori adatok szerint a lakosság 48%-a volt bosnyák, 30%-a szerb, 22%-a horvát. Az etnikai felosztás felekezeti arányokat is jelöl: a bosnyákok nagy része muzulmán, a szerbeké ortodox, a horvátoké római katolikus vallású, kis csoportot pedig a protestánsok alkotnak vegyes származással.
A „boszniai” és „bosnyák” fogalmakat a magyar nyelvben is sokan keverik. Az előbbi melléknév egyszerűen Bosznia-Hercegovinára – vagy olykor csak Bosznia nevű történelmi tartományára – illetve ezek bármilyen nemzetiségű lakosságára utal. Az utóbbi a Bosznia-Hercegovinában – és a volt Jugoszlávia más területein, főként a Szandzsákban – élő muszlim hitű, vagy ilyen családból származó és boszniai (vagy horvát, szerb) nyelvű délszlávokat jelöli. A „bosnyák” elnevezés 1993-ban lett hivatalos, a jugoszláv időszakban a muszlim (mint etnikai megjelölés) volt használatban. Nem összekeverendő a baranyai bosnyákokkal.

## Gazdaság

### Általános adatok

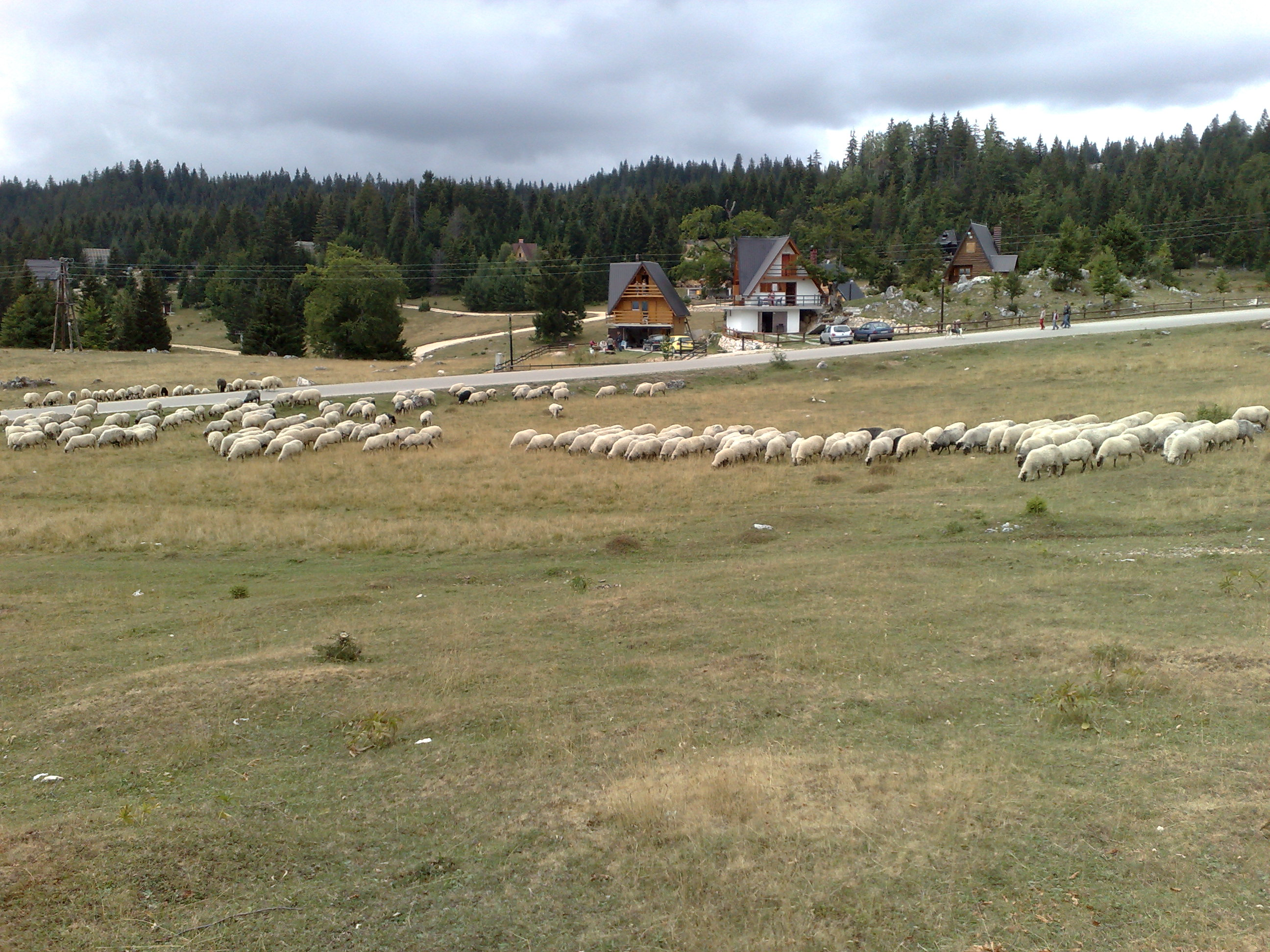
Birkák legelnek Vlašić hegyvidékén

Agrár-ipari ország. Az ország gazdasága leginkább a kisparaszti termelők által működtetett mezőgazdaságot jelentette, amely mindig is nagy fokú importra szorult.
A szocializmus idején Bosznia-Hercegovinában a nehéz- és a hadiipar élvezett elsőbbséget. A háború alatt tönkrement ipar, és a munkaerő felszámolása (hadsereg toborzása, halálos áldozatok) óriási recesszióval sújtották az országot. A termelés 80%-kal esett vissza. 1996 és 1998 között javult valamelyest a termelés, majd 1999-ben lényegesen lassult a növekedés. 2002-ben a munkanélküliség 40%-os volt. Nehéz felmérni a gazdaság állapotát, mert annak ellenére, hogy mindkét entitás kiadja a maga statisztikai adatait, az egész államra vonatkozó adatok korlátozottan állnak rendelkezésre. Emellett a hivatalos statisztika nem veszi figyelembe az országszerte elterjedt, és minden társadalmi rétegben jelentős mértékű szürkegazdaságot.
2003-as becslések alapján a GDP kb. 24,31 milliárd USD-t tesz ki, a növekedés mértéke pedig évi 3,5%. Az egy főre jutó GDP 6 100 USD. Ágazatonkénti lebontásban a GDP 13%-a esik a mezőgazdaságra, 40,9% az iparra, 46,1% pedig a szolgáltatásokra. A dolgozók 40%-a munkanélküli. Bosznia-Hercegovina fő mezőgazdasági terményei a búza, kukorica, valamint a különféle zöldségek és gyümölcsök. Kedvező kilátásokat jelent, hogy kezd újjáéledni a háborúval megszűnt turizmus. Ennek előmozdítására jó példa a boszniai horvát hadsereg által 1993-ban felrobbantott mostari híd 2003-as újjáépítése.
A fő iparágak: acélgyártás, szénbányászat, vasipar, autóipar, textilipar, dohánygyártás, bútorgyártás és kőolajfeldolgozás.

### Gazdasági ágazatok

#### Mezőgazdaság
Bosznia-Hercegovina fő mezőgazdasági ágazatai között jellemző a búza- és kukoricatermelés. Ezek mellett különféle zöldségeket és gyümölcsöket is termelnek.

#### Ipar
A főbb ipari ágazatok közé tartozik: az acélgyártás, szén és vasérc kitermelés. Az ország rendkívül elavult erőművekkel rendelkezik, amelyek  környező országokat is szennyezik. Az ugljeviki hőerőmű (egyben az ország legmagasabb építménye) önmagában az egész Európai Unió és a Balkán kén-dioxid kibocsásának nyolcadáért felel, ami meghaladja az összes német erőmű együttes kibocsátását is. Szintén jelentős az autóipar, hiszen a Volkswagen számos típust a boszniai gyárában állította össze (VW Sarajevo) 1992-ig. 2009 óta egy elektromos kisteherautót gyártanak a gyárban. 2010 óta a Volkswagen Sarajevo alváz-alkatrészek gyára. Ezek mellett még jelentős a dohánygyártás, olajfinomítás, textilgyártás és bútorgyártás.

#### Külkereskedelem
Import :
- Fő termékek: gépek és berendezések, vegyszerek, üzemanyag, élelmiszerek
- A fő partnerek 2017-ben: Németország 11,6%, Olaszország 11,3%, Szerbia 11,1%, Horvátország 10,1%, Kína 6,5%, Szlovénia 5%, Oroszország 4,7%, Törökország 4,2%

Export :
- Fő termékek: fémek, ruházat, fatermékek
- A fő partnerek 2017-ben: Németország 14,7%, Horvátország 11,8%, Olaszország 11,1%, Szerbia 10%, Szlovénia 9%, Ausztria 8,3%

## Közlekedés

Bosznia-Hercegovina főútvonalai

### Közút
A főútvonalak jó minőségűek. A teljes úthálózat hossza 21 846 km.

### Vasút
Az ország vasúthálózata viszonylag fejlett. Igen nagyarányú a villamosítottság (kb. 75%). A teljes vasúthálózat hossza 1021 km, melyből villamosított 750 km.

### Légi forgalom
Az ország nemzetközi repülőtere Szarajevó mellett működik. 
Ezenkívül 26 kisebb repülőtér található az országban.

### Vízi közlekedés
Kikötők száma: 5 (Gradiška, Brod, Šamac, Brčko, Orašje)

## Telekommunikáció
| Hívójel prefix | E7 |
| ITU zóna       | 28 |
| CQ zóna        | 15 |

## Kultúra

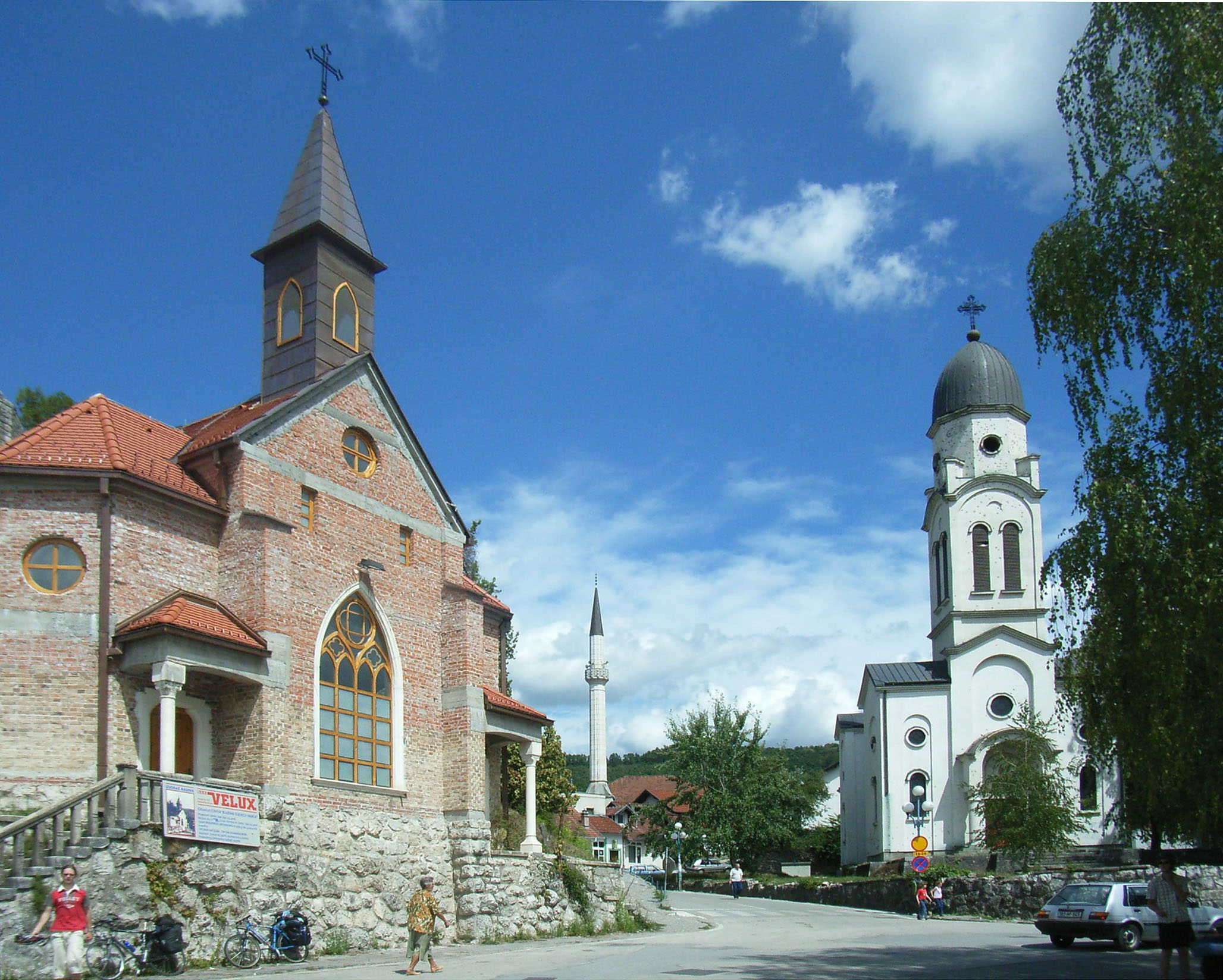
Katolikus templom, egy minaret és szerb ortodox templom Bosanska Krupa településén

Bosznia-Hercegovina Európának kulturálisan egyedülálló területe, mivel történelmét négy valláshoz tartozó nép: római katolikusok, muszlimok, ortodoxok és zsidók alakították. Bosznia-Hercegovina a túlnyomóan keresztény Európa egyik olyan országa, amely területén őshonos muszlim népnek (a bosnyákoknak) ad otthont.
Bosznia-Hercegovina szláv történelmének legrégebbi kulturális érdekességeként az ország sok részén megtalálható nagyméretű sírkövek, a stećakok emelendők ki. Ezek a középkori keresztény királyság időszakából valók, és egy részüket faragott ábrák díszítik.
A régebbi történetírás a - bogumil szektához tartozóként beállított - Boszniai Egyház tagjaihoz kapcsolja őket. Az újabb kutatások fényében (amelyek eleve kételkednek a bogumilizmus boszniai jelenlétében) azonban valószínűbb, hogy stećakok emelése mind a (Rómától "különutas", de nem bogumil) Boszniai Egyház, mind pedig a római katolikus és az ortodox lakosság körében szokás volt. (A kövek bogumil eredetének kidolgozója Asbóth János, az Osztrák–Magyar Monarchia hivatalnoka volt az 1880-as években).
- Lásd még: Radimlje bogumil nekropolisza.

A középkori Bosznia nagy hatalmú nemesi udvaraiban a ragusai (ma: Dubrovnik) és velencei kulturális hatás volt a legjelentősebb. Az 1340-es évektől a ferencesek vették át a kulturális vezető szerepet. Ők vezették a királyi udvar adminisztrációját. Az írásbeliség szláv és latin nyelvű volt. Boszniában saját írás is kifejlődött, a cirill írásra hasonlító bosančica.

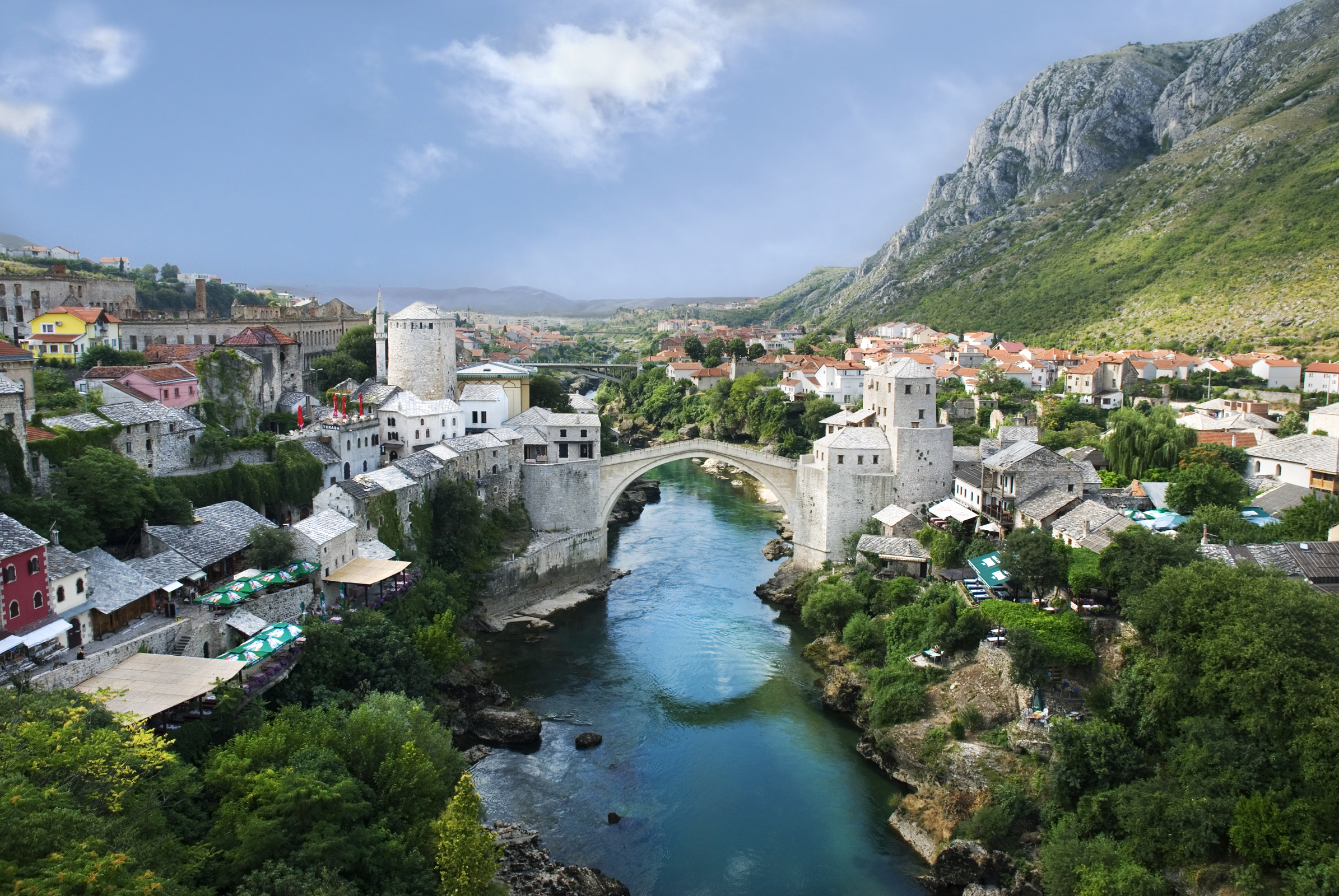
Mostar az Öreg híddal

A 20. században két Nobel-díjast adott a világnak Bosznia-Hercegovina: a vegyészet területén jutalmazott Vladimir Prelogot és a jugoszláv író Ivo Andrićot, aki a legmagasabb irodalmi kitüntetésben részesült.

### Kulturális intézmények
Az ország legfontosabb múzeuma, a Zemaljski muzej a Monarchia alatt épült; legfontosabb kiállítási tárgya a szarajevói Haggada, amelyet a Spanyolországból 1492-ben elűzött szefárd zsidók hoztak magukkal Szarajevóba költözésükkor.

### Művészetek

#### Építészet

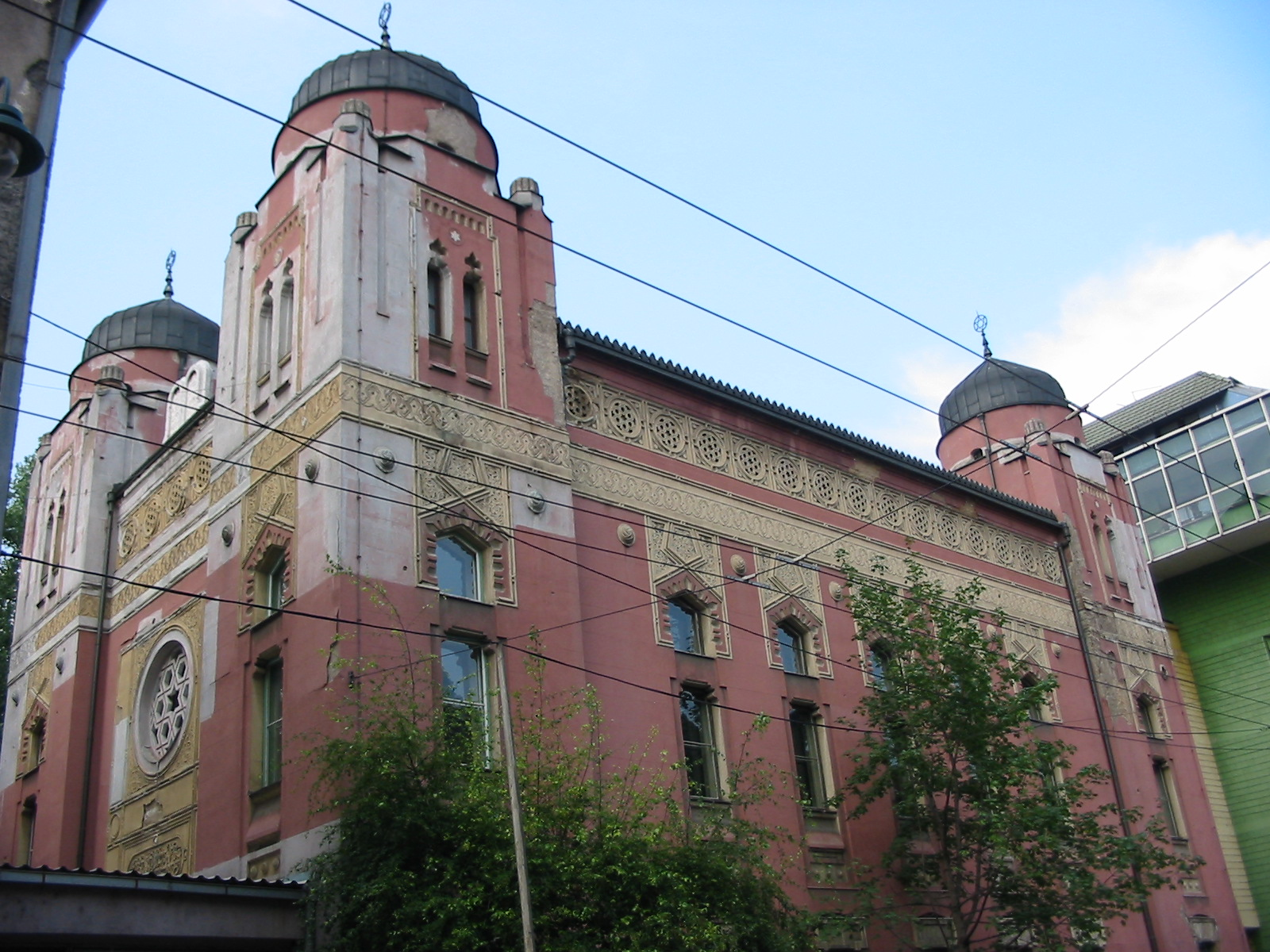
A szarajevói zsinagóga

Az oszmán korszak leghíresebb emlékei az építészetben találhatók. Az Ivo Andrić Híd a Drinán című regényéből ismert višegradi Szokollu Mehmed pasa-hidat (Most Mehmed-paše Sokolovića) Szinán oszmán építész tervezte, a világörökség részévé nyilvánított mostari Öreg hidat (Stari most) pedig tanítványa, Hajruddín. A mecset (džamija) szintén a boszniai táj tartozékává vált. A legismertebbek a szarajevói Gázi Huszrev bég-dzsámi (Begova džamija) és a Banja Luka-i Ferhadija mecset. Utóbbi a polgárháború során teljesen megsemmisült. Nagyobbszabású keresztény emlék a keresztény vallásgyakorlás számára általánosságban kedvezőtlen szabályozás miatt - a korszak végét leszámítva - természetesen nem született, de a 16. században kezdődött például a hercegovinai Žitomislići ortodox kolostorának építése. A szarajevói Szerb Ortodox Székesegyház építésére azonban már csak 1863-ban, orosz nyomásra kerülhetett sor.
Az osztrák-magyar kor amellett, hogy az építészetben is maradandó emlékeket hagyott, a közéletben is újjászületést indított el. Lassan és ellentmondásos eredményekkel, de kiépült a modern iskolarendszer. Bosznia első nyomdája az oszmán időszakban, 1866-ban kezdett el működni, de az újságok elterjedése a Monarchia időszakára tehető. A korszak legkiemelkedőbb építészeti emléke a szarajevói Városháza (később Nemzeti és Egyetemi Könyvtár; 1992-ben felgyújtották).

#### Zene

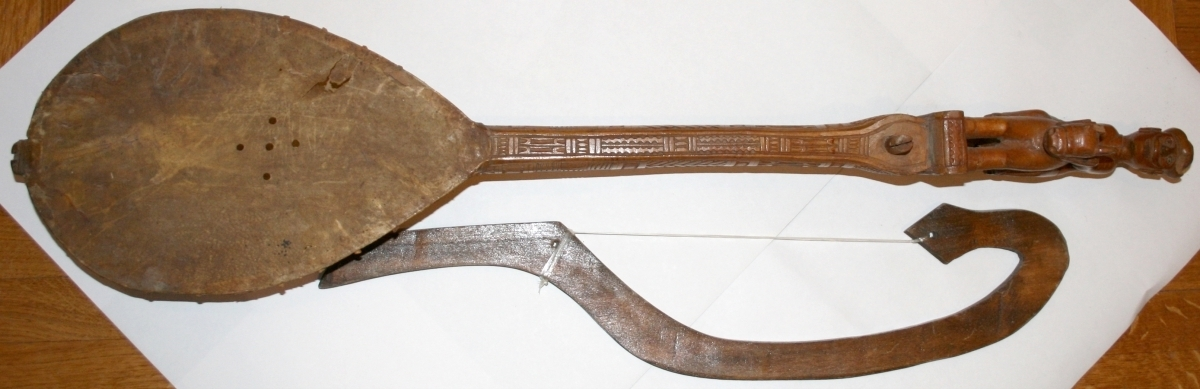
Guszle vonós hangszer

Bosznia-Hercegovina zenéjének nagy történelme van. A boszniai tradicionális zene az ott élő balkáni népek sokféleségéből táplálkozik. A leghíresebbek közé tartozik az úgynevezett sevdalinka, amely egyfajta szerelmes nóta, melynek Boszniában nagy hagyományai vannak. A neve az arab "sevdah" (magyarul : szevdáh) szóból ered, melynek jelentése: szerelem.
Bosznia-Hercegovina termelte ki egészen széteséséig Jugoszlávia popkultúrájának élvonalát - talán részben a sevdalinka, a jellegzetesen törökös hangszerelésű bosnyák szerelmi dal évszázados hagyományait követve. A Bijelo Dugme, tagjainak 2005-ös nyugdíjba vonulásakor valószínűleg a térség legnépszerűbb zenekara volt.

### Gasztronómia

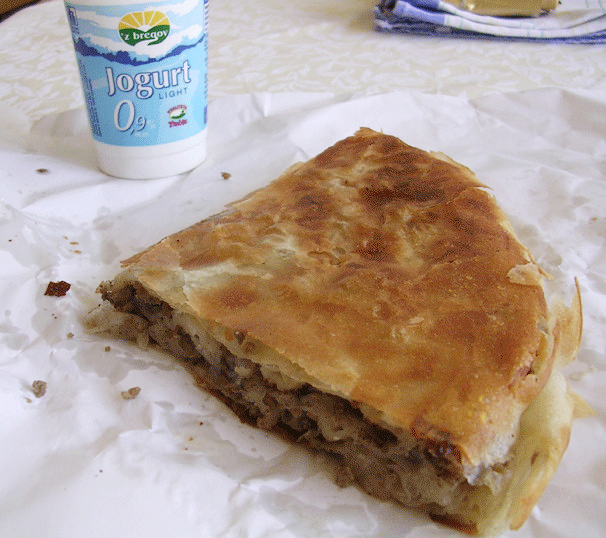
Burek péksütemény

- Pljeskavica: Leginkább a Hamburgerre hasonlítható étel. Lapos fűszeres sülthús meleg lepényben salátával, pavlakával (sós tejfel), hagymával, ketchuppal és majonézzel. Jellemzően nincs benne sajt vagy túró.
- Csevapcsicsi: Kicsi, henger alakúra formázott fűszeres sült hús
- Ratluk: Édesség. A vendégeket illik ratlukkal és vízzel kínálni.
- Tufahija: cukros vízben főtt, dióval töltött alma.
- Burek: sós vagy édes töltelékkel töltött péksütemény

## Turizmus
Kevés az ide utazó turista, annál több az átutazó a környező országokba.
Hepatitis A ellen ajánlott a védőoltás.
Főbb látnivalók:
- Szarajevó
- Jajca
- Mostar és az Öreg híd
- Vízesések
- Tešanj
- Počitelj
- Szokoli Mehmed pasa hídja
- Középkori bogumil síremlékek
- Mecsetek
- Medjugorje Miasszonyunk szentélye (zarándokhely)

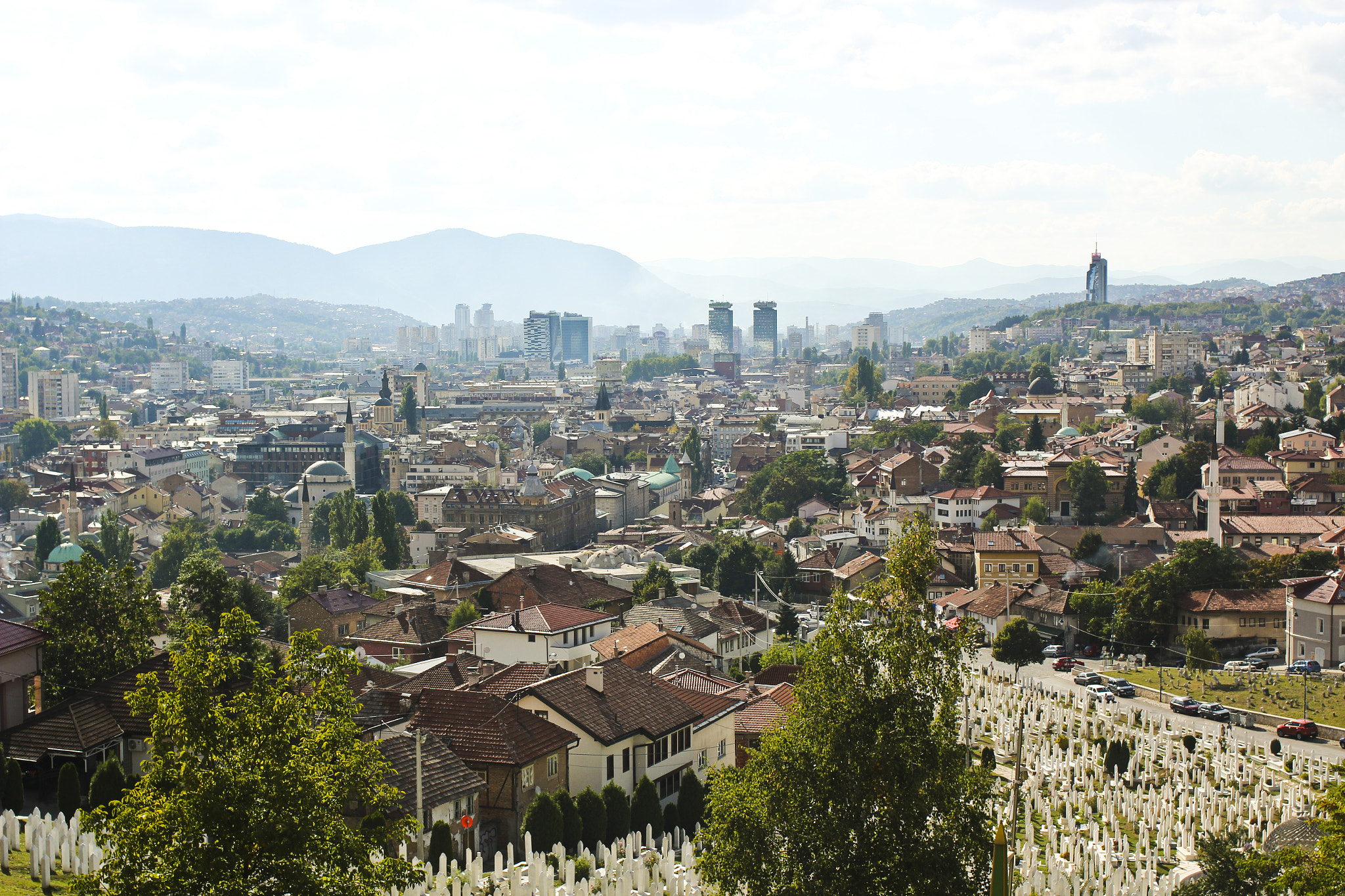
Szarajevó
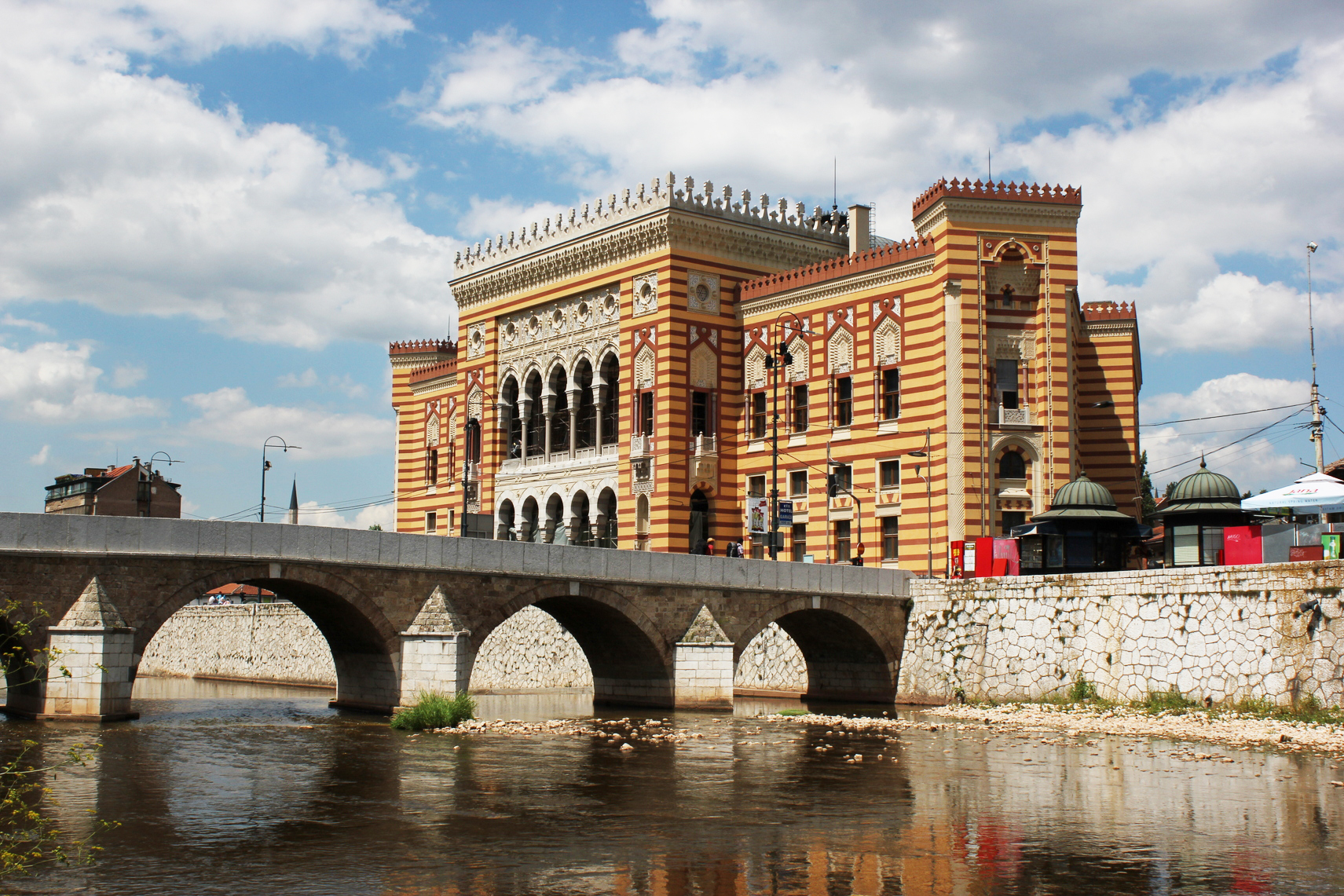
Nemzeti és Egyetemi Könyvtár, Szarajevó
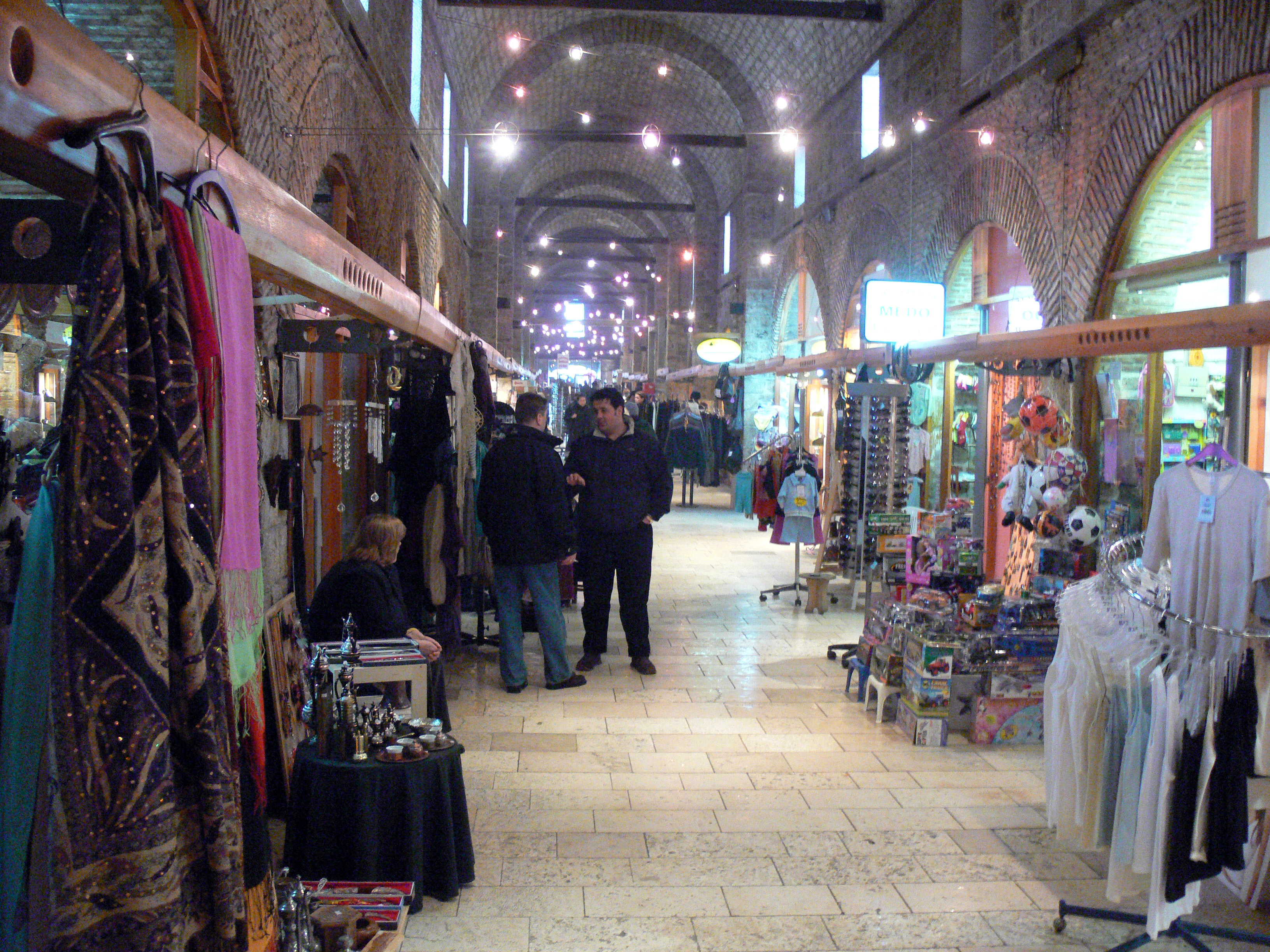
Gazi-Husrev-Beg-bazár, Szarajevó
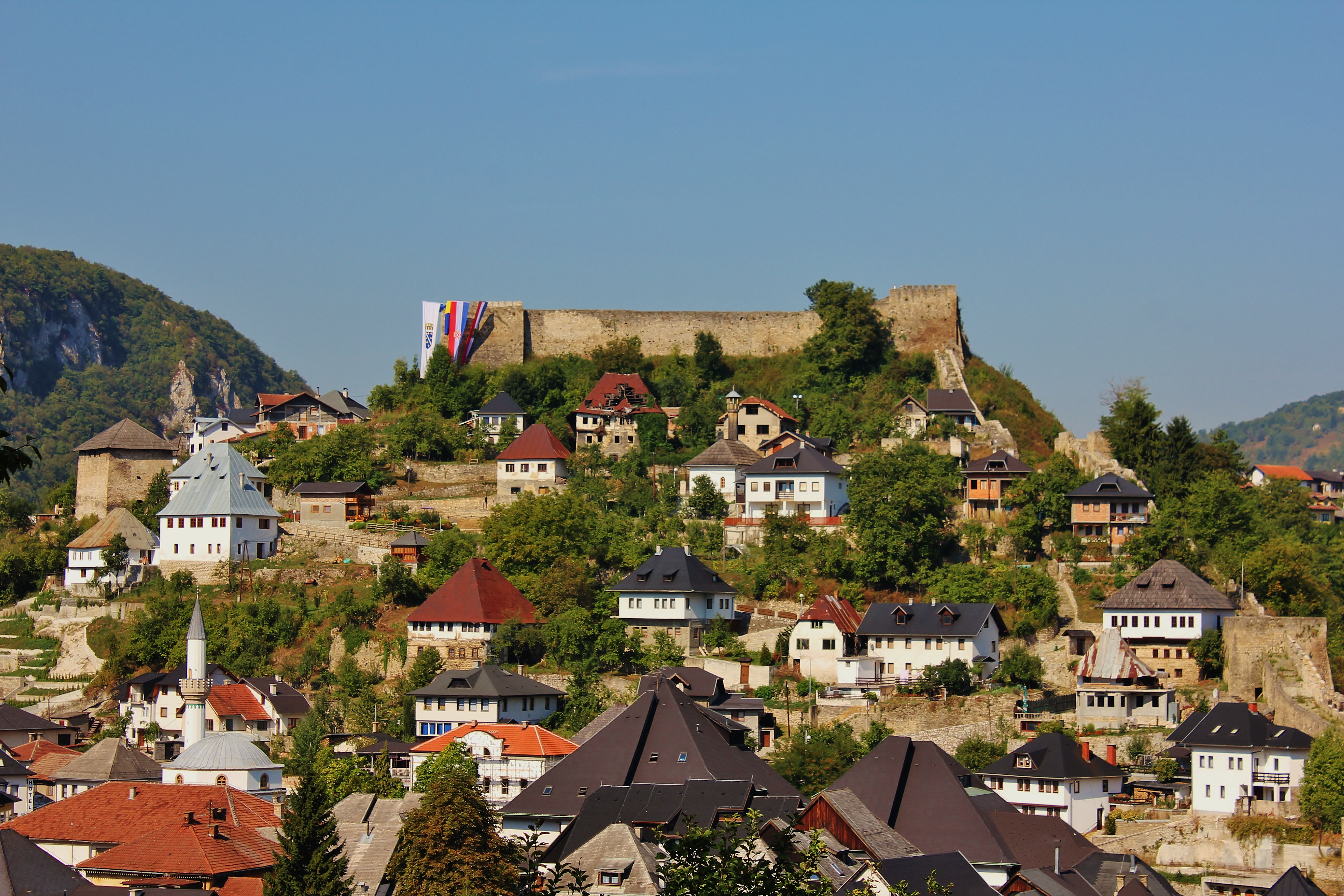
Jajca (Jajce)
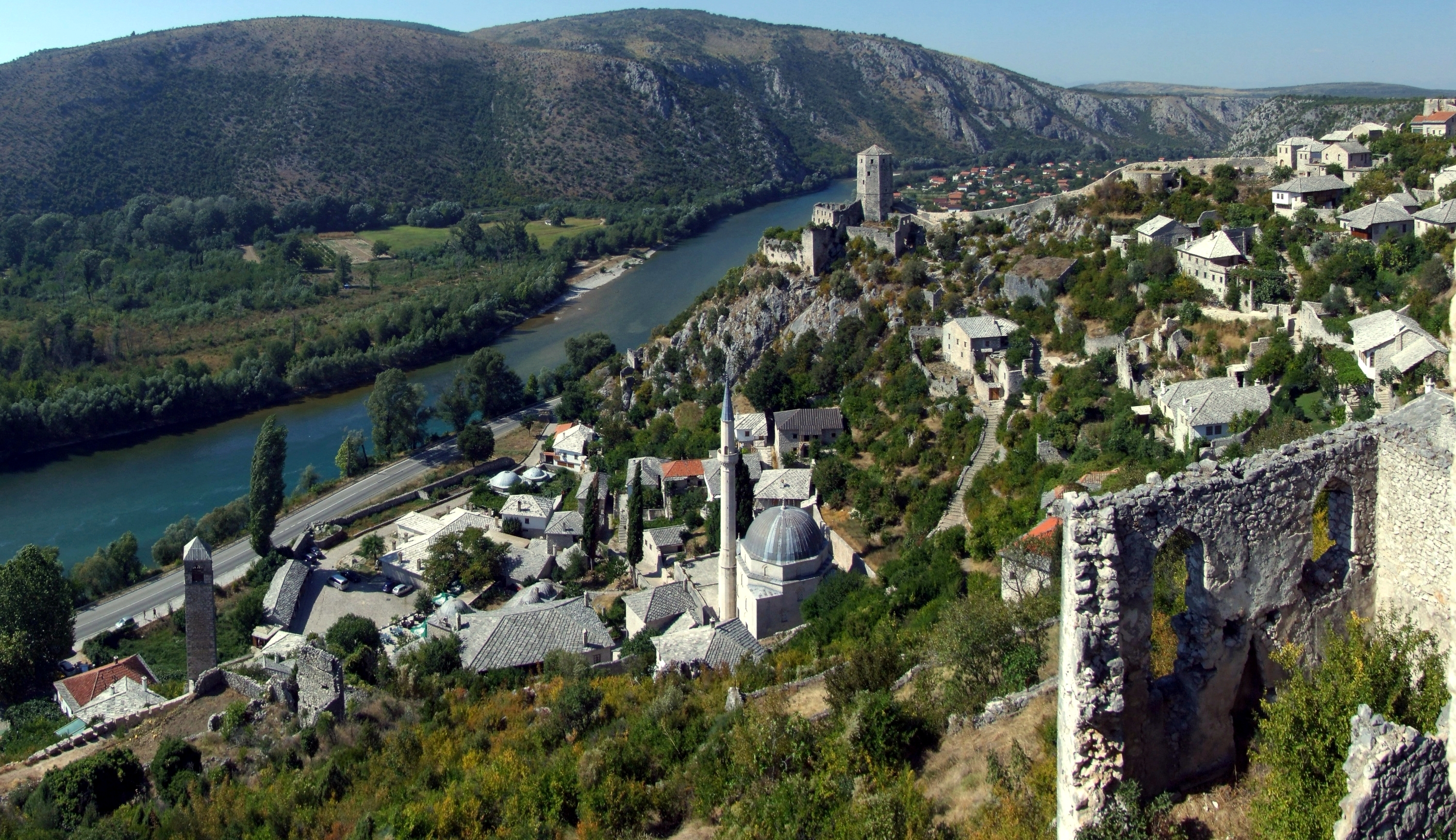
Počitelj
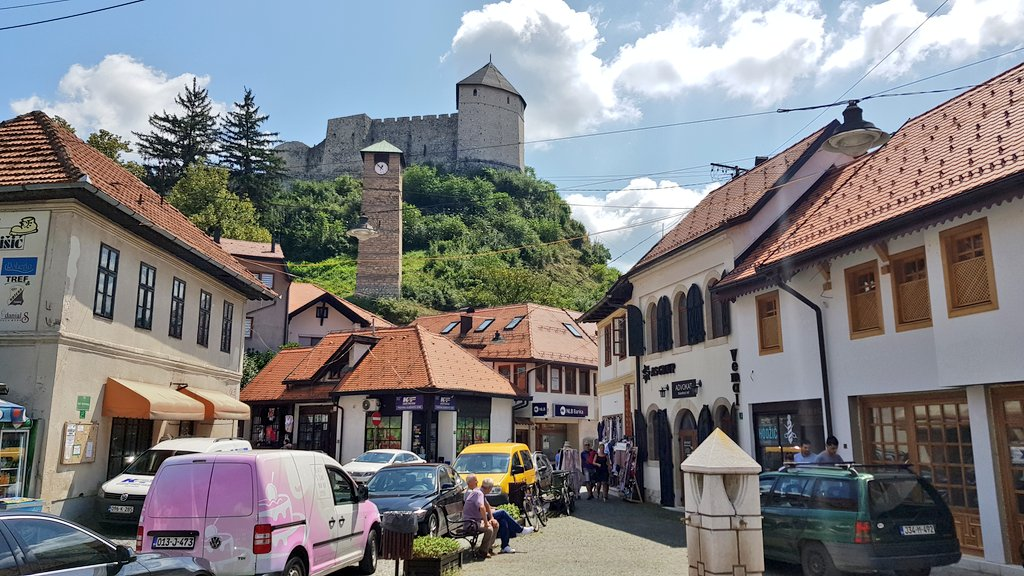
Tešanj
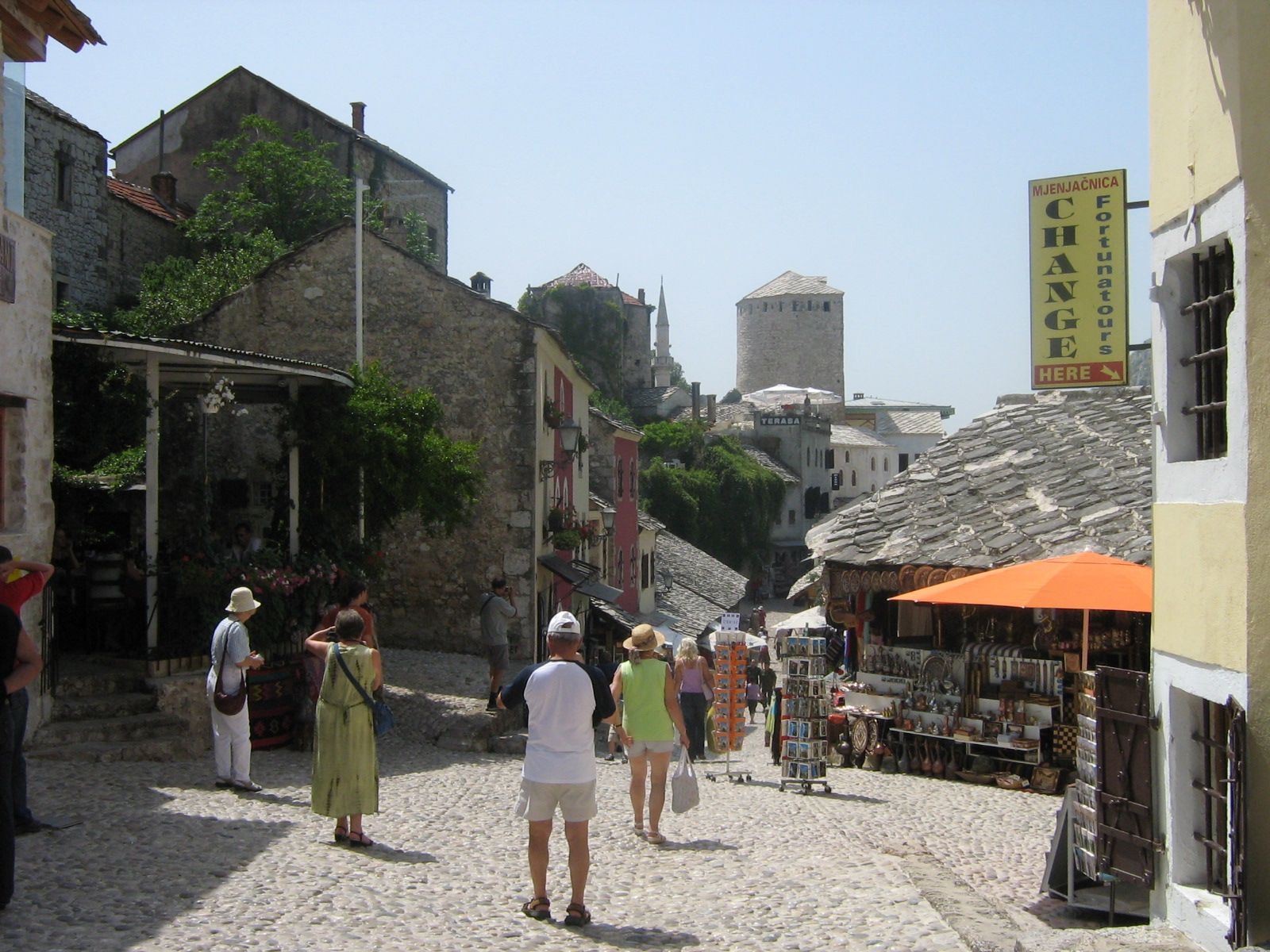
Mostar
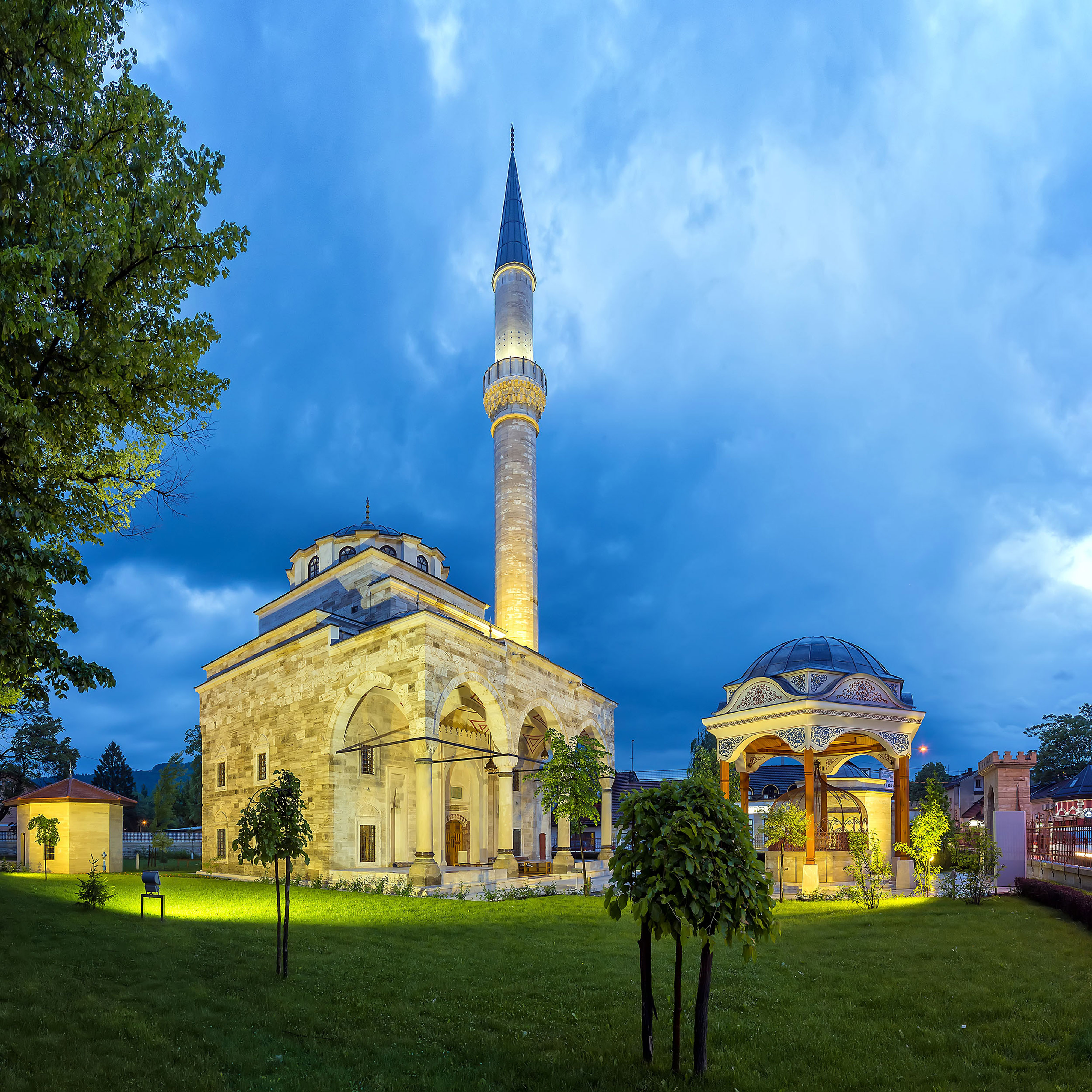
Ferhat Pasha-mecset, Banja Luka,
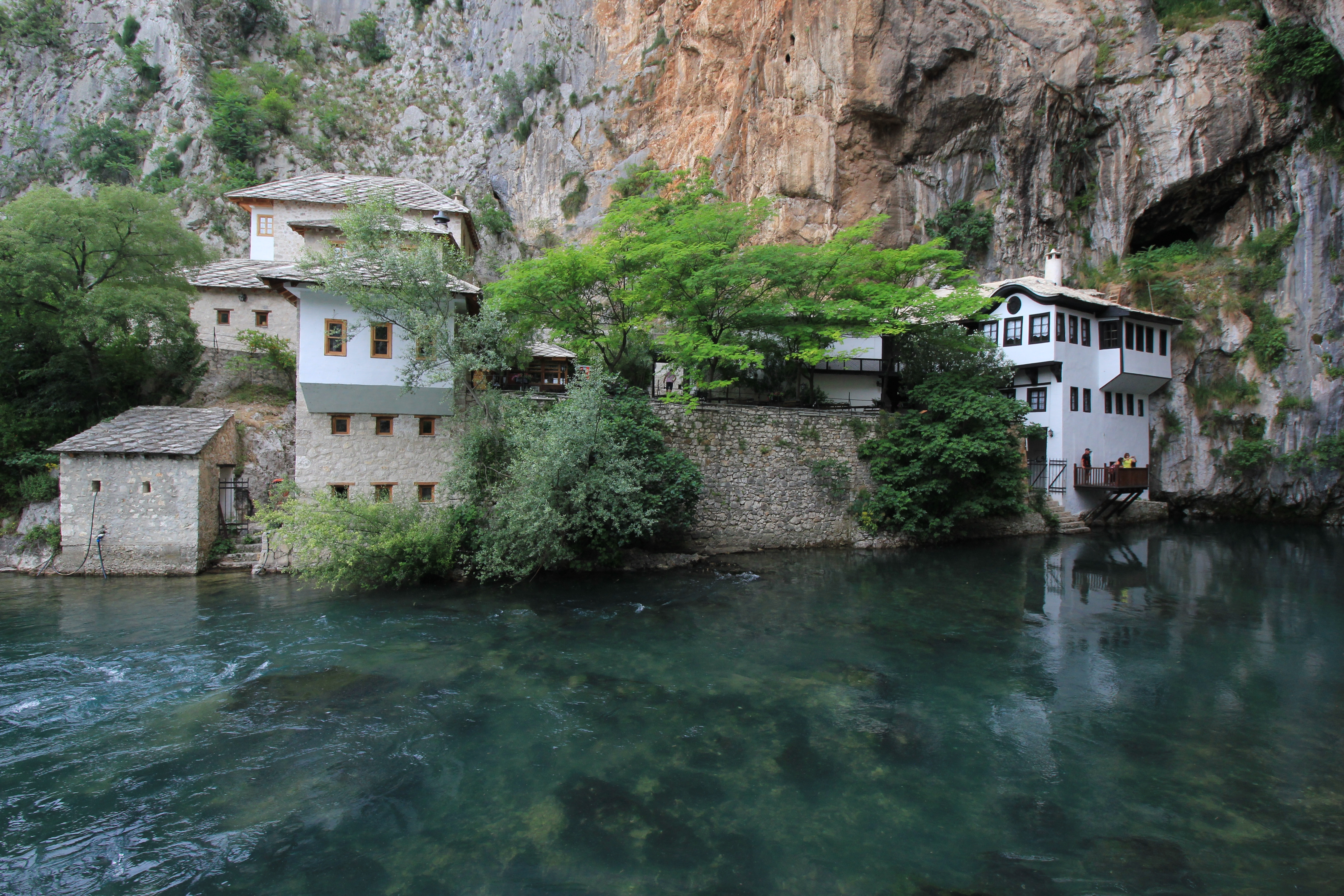
Blagaj Tekija épületei
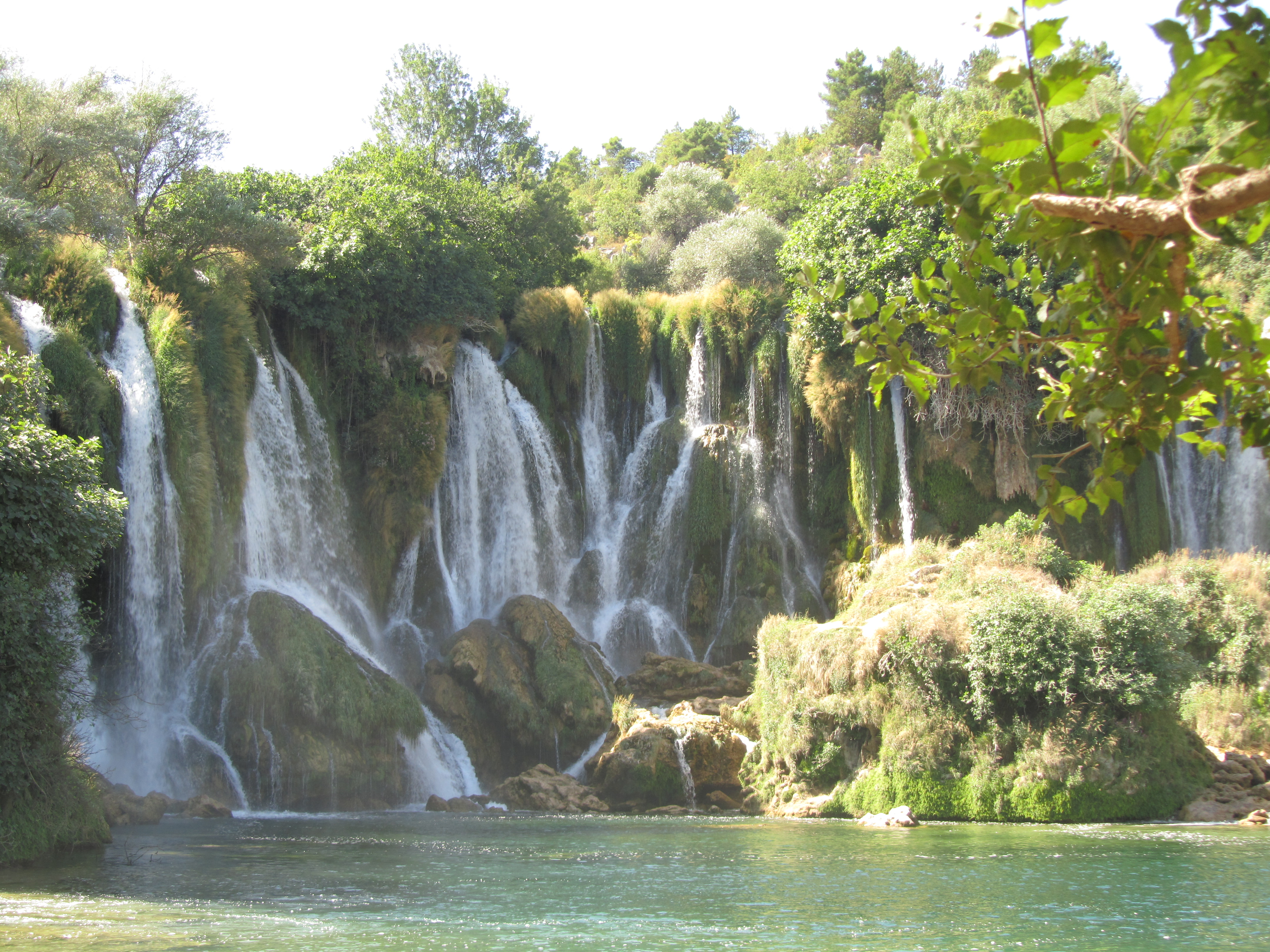
Kravice
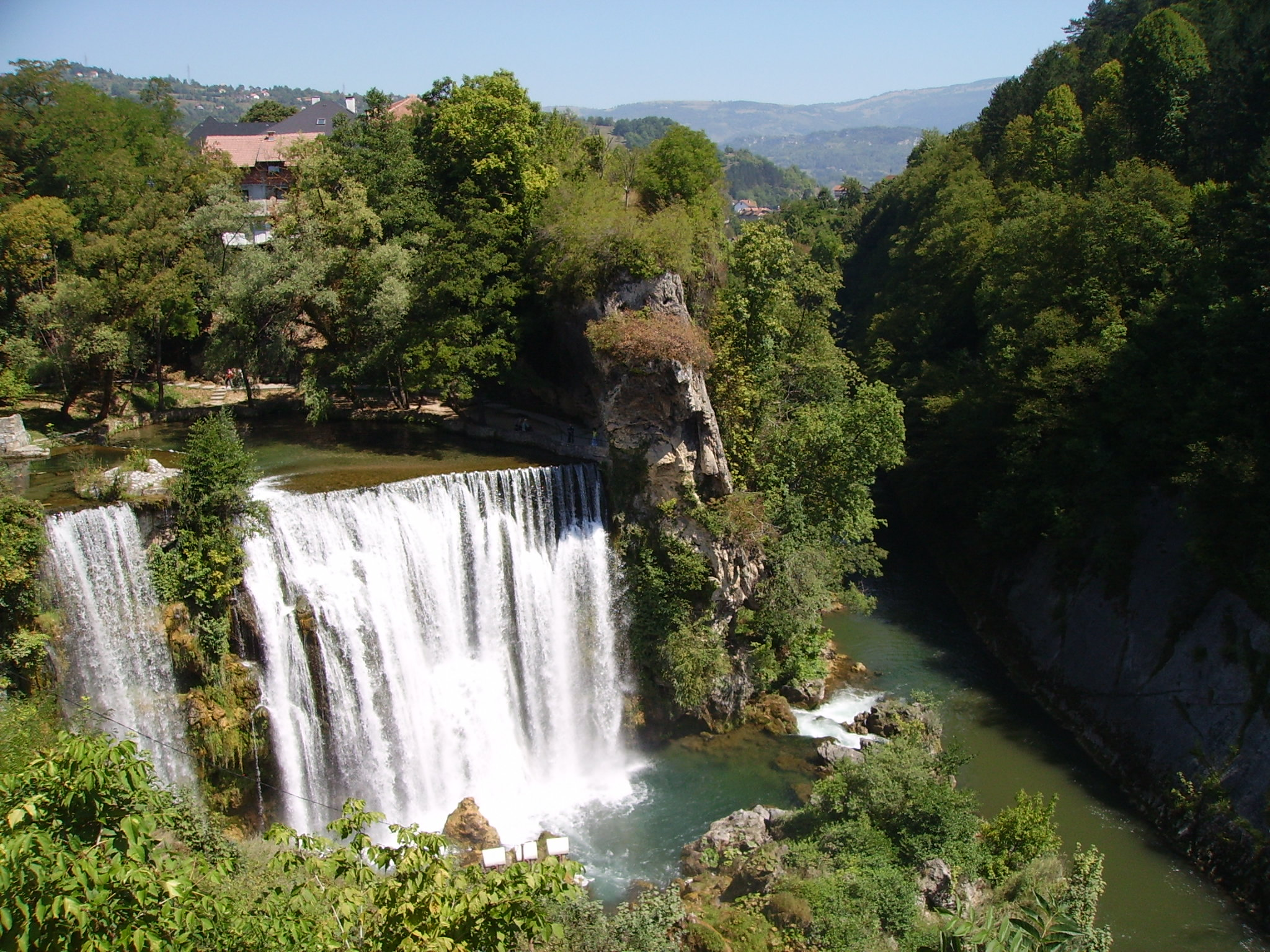
Jajce vizesése

## Sportélete

### Téli sportok
A téli sportok a mai napig rendkívül népszerűek. Az első síklub Szarajevóban már 1928-ban megalakult. A két legkedveltebb síterep a Bjelasnica-Igman  2 üzemelő felvonóval, illetve a Jahorina  8 üzemelő felvonóval (csákányos és beülős), különféle erősségi fokozatú pályákkal. Az éghajlat miatt egészen áprilisig síelhető minőségű havat találhatunk szerencsés esetben, ami a sok csapadék miatt gyakran a 2 m-es mélységet is elérheti. Minden felvonó elektronikus beléptetőrendszerrel van felszerelve. A sípályák körüli infrastruktúra a háború ideje alatt jelentősen leamortizálódott, de a hazai és visszatérő horvát, szlovén befektetők már dolgoznak a rekonstrukción és több sor új pályaszállással is bővült a síterep. A Bjelasnicai pályától néhány kilométerre található az Igman-i síugrósánc.

### Olimpia
1984-ben Szarajevó adott otthont a 14. téli olimpiai játékoknak.
Bosznia és Hercegovina eddig még nem nyert önállóan érmet az olimpia játékok során, de Jugoszláviához tartozva összesen 87 érmet nyertek, ebből 26 aranyat, 32 ezüstöt és 29 bronzérmet. A legnépszerűbb sportág volt a torna.
- Bővebben: Bosznia-Hercegovina az olimpiai játékokon vagy Jugoszlávia az olimpiai játékokon

### Labdarúgás
- Bővebben: Bosznia-hercegovinai labdarúgó-válogatott

A Bosznia-hercegovinai labdarúgó-válogatott eddig még nem ért el kimagasló eredményeket. A válogatott kvalifikálta magát a 2014-es brazíliai labdarúgó-világbajnokságra, ahol az F csoportkörbe Argentína, Nigéria és Irán csapatával került, de innen nem tudott továbbjutni a harmadik helyen végzett.

## Ünnepek
| dátum                    | név                                     | helyi név                                                                           | megjegyzés                                                                    |
| ------------------------ | --------------------------------------- | ----------------------------------------------------------------------------------- | ----------------------------------------------------------------------------- |
| Jan. 1.                  | Újév                                    | Nova Godina                                                                         |                                                                               |
| Jan. 2.                  | Újév másnapja                           | Drugi dan Nove Godine                                                               |                                                                               |
| Jan. 6.                  | Vízkereszt                              | Bogojavljenje (Sveta Tri kralja)                                                    |                                                                               |
| Jan. 7.                  | Ortodox karácsony                       | Božić (Божић)                                                                       |                                                                               |
| Jan. 9.                  | A Köztársaság Napja                     | Dan Republike                                                                       |                                                                               |
| Jan. 14.                 | Újév                                    | Nova godina (Нова година)                                                           | A Julianus-naptár szerint                                                     |
| Mar. 1.                  | A Függetlenség Napja                    | Dan nezavisnosti                                                                    |                                                                               |
| változó                  | Húsvét                                  | Uskrs                                                                               | A húsvét mindig március 22-től április 25-ig tartó időszak vasárnapjára esik. |
|                          | Húsvéthétfő                             | Uskrsni ponedjeljak                                                                 |                                                                               |
|                          | Húsvét                                  | Vaskrs (Васкрс)                                                                     |                                                                               |
| Máj. 1.                  | A munka ünnepe                          | Dan rada                                                                            |                                                                               |
| Máj. 2.                  | A munka ünnepének 2. napja              | Drugi dan Dana rada                                                                 |                                                                               |
| 60 nappal a húsvét után  | Corpus Christi                          | Tijelovo (Tijelo i Krv Kristova)                                                    |                                                                               |
| Máj 9.                   | A Győzelem Napja                        | Dan pobjede                                                                         |                                                                               |
| Aug. 15.                 | Mária mennybevétele                     | Uznesenje Blažene Djevice Marije (Velika Gospa)                                     |                                                                               |
| Aug. 28.                 | Mária mennybevétele                     | Velika Gospojina (Велика Госпојина)                                                 |                                                                               |
| Nov. 1.                  | Mindenszentek                           | Svi Sveti                                                                           |                                                                               |
| Nov. 2.                  | Halottak napja                          | Dušni dan                                                                           |                                                                               |
| Nov. 21.                 | Daytoni Megállapodási Nap               | A bosznia-hercegovinai békére vonatkozó általános megállapodás létrehozásának napja |                                                                               |
| Nov. 25.                 | Államiság Napja                         | Dan državnosti                                                                      | Nyugat-Hercegovina kivételével mindenhol ünneplik                             |
| Dec. 25.                 | katolikus karácsony                     | Božić                                                                               |                                                                               |
| Dec. 26.                 | Szent István napja                      | Stipandan (Stjepandan)                                                              |                                                                               |
| Muharram 1. napja        | Muszlim újév                            | Muslimanska Nova Godina                                                             | Iszlám naptár alapján                                                         |
| Rabee'ul-Awwal 12. napja | Mohamed próféta születésnapjának ünnepe | Mevlud                                                                              |                                                                               |
| Dhul Hijja 10. napja     | Eid al-Adha                             | Kurban Bajram                                                                       | 3 napos vallási ünnep                                                         |
| Shawwal 1. napja         | Eid al-Fitr                             | Ramazanski Bajram                                                                   | 3 napos vallási ünnep                                                         |